# Successione dell'Impero romano

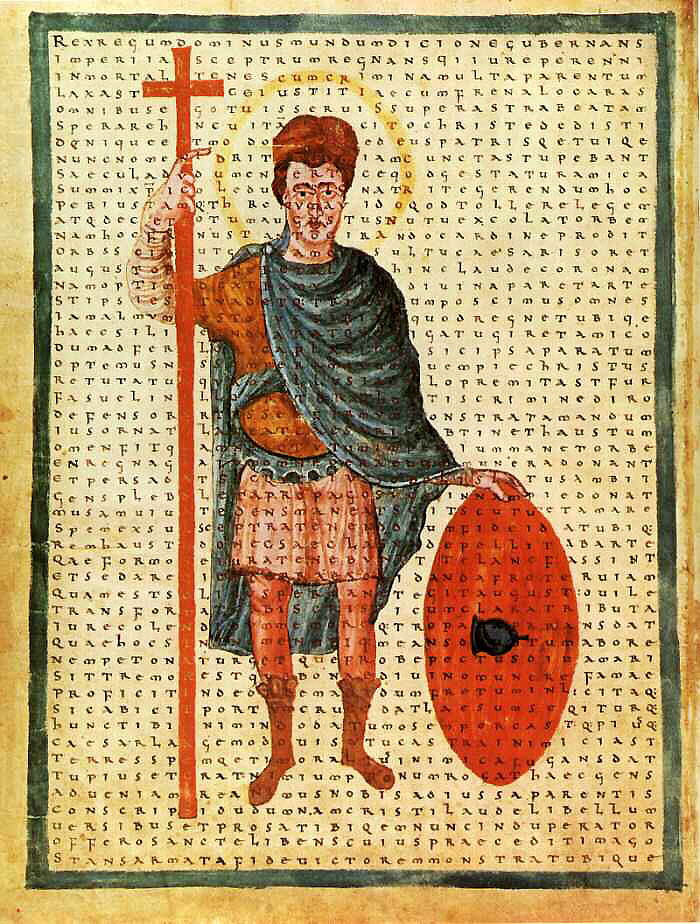
l'imperatore carolingio Ludovico il Pio rappresentato come un soldato romano reggente una croce cristiana, con in sovrimpressione il testo del De Laudibus Sanctae Crucis di Rabano Mauro; miniatura del IX secolo

La continuazione, successione e ricostituzione dell'Impero romano è un tema ricorrente della storia dell'Europa e del bacino del Mediterraneo, riflesso del duraturo ricordo di potere e prestigio associato allo stesso Impero.
Diverse entità politiche hanno rivendicato un'immediata continuità con l'Impero di Roma, usandone il nome (o variazioni di esso) come descrittore, esclusivo o meno, di sé. Naturalmente, con il passare dei secoli e il verificarsi di varie e consecutive frammentazioni politiche, l'idea di qualsiasi continuità istituzionale è divenuta progressivamente meno difendibile. I più durevoli e importanti pretendenti alla continuazione dell'Impero romano sono stati, in Oriente, l'Impero bizantino, seguito dopo il 1453 dall'Impero ottomano, e, in Occidente, l'Impero carolingio e il Sacro Romano Impero.
Oltre alle rivendicazioni di continuità, l'opinione che l'Impero avesse invece effettivamente avuto termine ha portato a vari tentativi di ricostituirlo o di appropriarsi della sua eredità, come nel caso significativo della Russia ortodossa. L'espressione Terza Roma (considerando come Prima Roma l'Urbe originale e come Seconda Roma la Costantinopoli bizantina) è spesso utilizzata per esprimere tali rivendicazioni di legittima successione.

## Storiografia
In Europa Occidentale, l'interpretazione della deposizione di Romolo Augustolo nel 476 come uno spartiacque storico, che demarca la caduta dell'Impero romano d'Occidente e, di conseguenza, l'inizio del Medioevo, fu introdotta da Leonardo Bruni all'inizio del XV secolo, rafforzata da Christoph Keller nel XVII secolo e cementata da Edward Gibbon alla fine XVIII secolo. Si tratta, tuttavia, di nient'altro che una convenzione storiografica, poiché l'ideale imperiale sopravvisse all'Impero romano d'Occidente nella maggior parte dell'Europa occidentale, e addirittura si estese a territori che non erano mai stati sotto il dominio romano durante l'antichità classica.
La caduta di Costantinopoli nel 1453 è storicamente e ampiamente accettata come la fine dell'Impero bizantino/Romano d'Oriente e del Medioevo. Tuttavia, due prominenti rivendicazioni di successione all'Impero romano d'Oriente emersero negli anni successivi alla presa di Costantinopoli, quelle dell'Impero ottomano e dello Zarato russo. In particolare, Maometto II, lo stesso sultano ottomano che aveva conquistato Costantinopoli, giustificò la propria acquisizione del titolo di Imperatore dei Romani (Kayser-i Rum) per diritto di conquista, una posizione coerente con l'ideologia imperiale bizantina che vedeva il controllo di Costantinopoli come il principale fattore di legittimità per un imperatore e che fu supportata anche dallo storiografo contemporaneo Giorgio di Trebisonda. La rivendicazione di Maometto II fu riconosciuta anche da Gennadio Scolario quando il sultano lo insediò come nuovo patriarca ecumenico di Costantinopoli nel 1454. La sua rivendicazione non fu invece riconosciuta né dalla Chiesa cattolica né dagli stati cristiani dell'Europa dell'epoca, e sebbene Maometto II avesse intenzione, per dar seguito al suo titolo, di lanciare una campagna di conquista dell'Italia, la sua morte nel 1481 segnò la definitiva fine dei progetti ottomani di conquista di Roma stessa; piuttosto, i suoi successori si concentrarono a combattere i pretendenti rivali al titolo romano (ossia il Sacro Romano Impero e la Russia). Col passare dei secoli, l'Impero Ottomano abbandonò progressivamente le proprie pretese di successione al mondo greco-romano preferendo invece rafforzare la propria posizione di legittimo successore del Califfato islamico, e le rivendicazioni ottomane alla successione di Roma lentamente si spensero; l'ultimo utilizzo ufficiale del titolo di Kayser-i Rum risale al XVIII secolo.

### Nomenclatura e terminologia

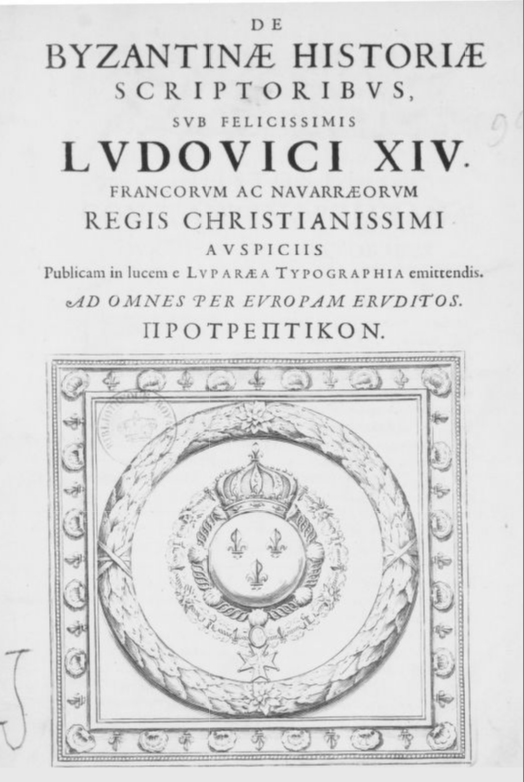
Copertina del De byzantinæ historiæ scriptoribus, noto anche come "Byzantine du Louvre", con le insegne di re Luigi XIV

Quello che la storiografia moderna chiama "Impero bizantino" non utilizzò mai tale denominazione, ma continuò a definirsi Impero romano, Impero dei Romani o Romania fino alla caduta di Costantinopoli. A seguito dell'istituzione del Sacro Romano Impero nell'800, l'Occidente cristiano era riluttante ad applicare l'epiteto di "romano" all'Impero d'Oriente, preferendo espressioni quali Impero dei Greci o Impero greco, sebbene fosse diffuso anche il nome Romania (in seguito utilizzato anche per l'Impero latino del XIII secolo). In contrasto, i musulmani del Medio Oriente e anche dei territori più ad est erano soliti definire gli abitanti dell'Impero d'Oriente come "Romani" (Rum) e quelli dell'Europa occidentale, Sacro Romano Impero compreso, come "Franchi" (Farang).
Il nome Bisanzio (da cui il termine "bizantino") si riferisce a un'antica città sul Bosforo, ora Istanbul, che Costantino rinominò Costantinopoli nel 330. L'antico nome della città non fu più utilizzato in seguito se non in contesti poetici, finché non acquisì il suo nuovo significato nel 1557, quando l'erudito tedesco Hieronymus Wolf pubblicò il suo Corpus historiæ byzantinæ, una collezione di fonti storiche sull'Impero d'Oriente. Poi, a partire dal 1648, Philippe Labbe e altri gesuiti francesi pubblicarono i 24 volumi del De byzantinæ historiæ scriptoribus, e nel 1680 Du Cange scrisse una propria Historia byzantina. Queste opere cementarono ulteriormente l'uso del termine "bizantino" tra gli autori francesi, tra i quali Montesquieu nel XVIII secolo. Al di fuori della Francia, il termine entrò nell'uso comune nel mondo occidentale soltanto verso la metà del XIX secolo, dopo la pubblicazione da parte di Barthold Georg Niebuhr e dei suoi collaboratori dei 50 volumi del Corpus scriptorum historiæ byzantinæ.
Analogamente, quello che gli storici chiamano "Impero carolingio" e "Sacro Romano Impero" (e nella storiografia dei paesi romanzi anche "Sacro Romano Impero germanico") era per i suoi sudditi e sovrani l'Impero romano, l'Impero dei Romani o semplicemente l'Impero, con l'aggiunta talvolta dei termini "franco" o "dei Franchi" a seconda dei contesti. Solo nel 1157 le alterne vicende della lotta per le investiture diedero origine alla pratica di definire l'Impero, ma non l'imperatore stesso, col termine "sacro" (sacrum). Il riferimento alla Germania (Heiliges Römisches Reich Deutscher Nation in tedesco, Sacrum Imperium Romanum Nationis Germanicæ in latino), che apparve per la prima volta nel XV secolo, non ebbe grande diffusione nei documenti imperiali ufficiali, e anche allora era da considerarsi improprio, dato che la giurisdizione imperiale in Italia non era ancora del tutto terminata. Altre designazioni colloquiali diffuse nell'era moderna furono "Impero tedesco" (Deutsches Reich) e "Impero romano-germanico" (Römisch-Deutsches Reich).
Nel 1773, pochi decenni prima della definitiva dissoluzione del Sacro Romano Impero, Voltaire rimarcò sarcasticamente come non fosse "in alcun modo, né sacro, né romano, né un impero".

## Legittimità imperiale
Nei primi anni dell'Impero romano, la legittimità era definita principalmente sulla base delle istituzioni ereditate dalla Repubblica romana, con un'iniziale forma di successione ereditaria tra i membri della dinastia giulio-claudia. Con la progressiva perdita di potere da parte delle vecchie istituzioni repubblicane, molti imperatori successivi derivarono la propria legittimità dall'acclamazione dell'esercito e, specialmente durante l'età antonina, dall'adozione del loro predecessore.
Il potere sull'Impero romano stesso fu inoltre a lungo definito dal controllo della sua eponima capitale, ma questo collegamento divenne molto più flebile dopo la crisi del III secolo, quando la capitale fu prima trasferita a Milano e poi frammentata tra varie sedi (come Nicomedia, Sirmio, Augusta Treverorum, Serdica) prima di essere riconsolidata da Costantino il Grande a Bisanzio, rinominata in suo onore Costantinopoli nel 330; mentre Ravenna rimpiazzò Milano come capitale occidentale nel 402.
Nel frattempo, l'Impero fu cristianizzato nel corso del IV secolo, un evento che ridefinì parzialmente il ruolo dell'imperatore, che divenne garante e protettore della nuova religione di Stato.
Perciò l'identità imperiale, e di conseguenza la questione di quale entità statale potesse legittimamente definirsi Impero romano, non si basava su di un singolo criterio ma su molteplici fattori: il dominio territoriale e la potenza militare necessarie a imporre pace e ordine; il controllo di Roma e/o Costantinopoli; la difesa della giustizia e della fede cristiana (contro il paganesimo, l'eresia e, più tardi, l'Islam); nonché, sebbene molto più raramente, considerazioni di successione dinastica e di nazionalismo etnico.

### Rivendicazioni contrastanti
La multidimensionalità delle rivendicazioni imperiali, insieme al singolare prestigio che il titolo di imperatore portava con sé, spiega la frequenza della nascita di conflitti spesso inconciliabili fra vari stati e sovrani su chi potesse legittimamente fregiarsi di tale titolo. Questi conflitti persero tuttavia la loro forza nel corso del primo periodo moderno con il tramonto definitivo dell'idea di potere universale.
Una lettera dell'imperatore carolingio Ludovico II all'imperatore bizantino Basilio I, redatta probabilmente nei circoli romani vicini al papato in risposta a un'altra lettera oggi persa, ci permette di sapere in quale modo il dibattito fosse articolato al tempo (871 circa). Le seguenti citazioni sono state tratte dalla traduzione dell'accademico Charles West.
Il controllo di Costantinopoli non è un criterio esclusivo per la legittimità di una rivendicazione imperiale:
Mentre l'Impero è idealmente unitario, non c'è alcuna dottrina che stabilisca che ci debba essere un solo imperatore in ogni dato momento, specialmente se i due imperatori sono in buoni termini tra loro. Che sia stato fatto consapevolmente o meno, la descrizione di Ludovico di due imperatori per un singolo impero è sovrapponibile alla dottrina alla base della tetrarchia o della divisione tra Impero d'Oriente e d'Occidente tra il 395 e il 476:
La rivendicazione di Ludovico è sufficientemente antica da poter essere giustificata per tradizione, essendo esistita già per diverse generazioni:
Ludovico difende il principio carolingio di successione dinastica in quanto validato per tradizione. Ritiene, inoltre, che non ci debba essere alcun esclusivo criterio etnico per la dignità imperiale. Qui Ludovico fa apparentemente riferimento a un'affermazione di Basilio secondo la quale l'imperatore non dovrebbe provenire da un'etnia non romana:
Usando un vocabolario moderno, Ludovico riteneva che i popoli (gentes) da lui citati (Ispanici, Isauri, ecc.) non fossero romani e che solo gli abitanti della città di Roma lo fossero, non accettando che quei popoli potessero essere considerati romani in quanto cittadini dell'impero. Mentre per Basilio, il popolo (gens) dei Franchi non poteva produrre buoni imperatori poiché non erano cittadini dell'impero.

### Impero e cristianesimo
A partire dal IV secolo, in particolare dopo l'editto di Tessalonica del 380, la difesa e la promozione del cristianesimo divennero uno dei fattori fondamentali dell'identità imperiale. Dopo tale data, tuttavia, l'estensione dell'Impero o delle varie entità che gli succedettero non coincise mai precisamente con quella dell'intera cristianità, e tale discrepanza portò a lunghi conflitti di legittimità. Il più rilevante e influente di questi conflitti fu il Grande scisma tra Oriente e Occidente, che si cristallizzò nel 1054 a seguito di un protratto scontro su questioni governative e giurisdizionali (differenze ecclesiastiche), nonché dottrinali (differenze teologiche), e che può considerarsi un effetto ritardato del problema dei due imperatori sorto dalla creazione dell'Impero carolingio nell'800.

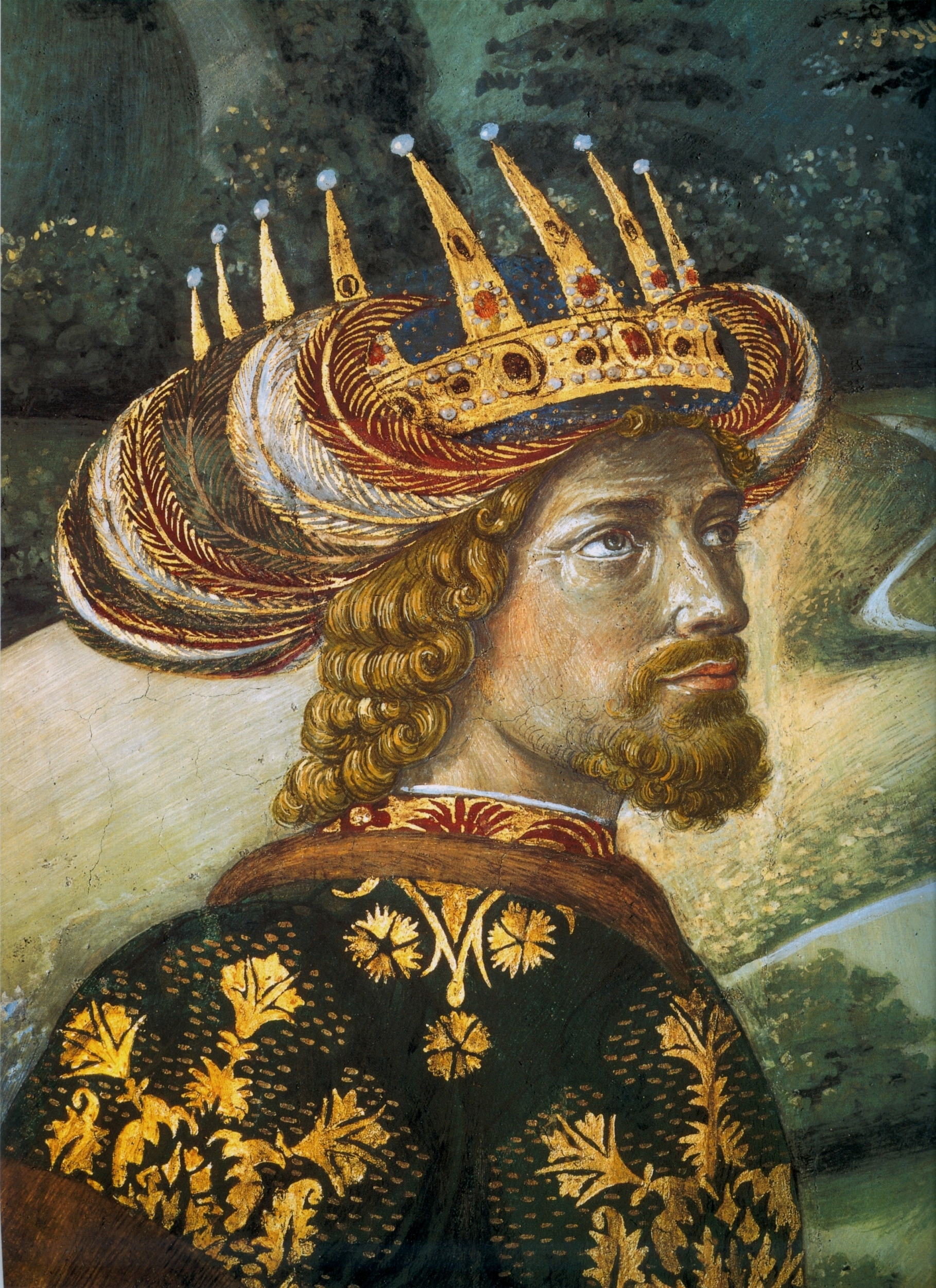
Presunto ritratto dell'imperatore Giovanni VIII al concilio di Firenze, realizzato da Benozzo Gozzoli attorno al 1459

In due occasioni, gli imperatori orientali tentarono di riunire la loro Chiesa (ortodossa) con la sua controparte occidentale (cattolica romana), ma queste riconciliazioni, orchestrate principalmente per ragioni politiche, non produssero effetti duraturi. Il primo tentativo fu nel 1274, quando al concilio di Lione II l'imperatore Michele VIII Paleologo promosse l'unione delle Chiese nel tentativo di compiacere il papato e scongiurare una nuova invasione dell'appena ricostituito Impero bizantino da parte delle forze "franche", in particolare quelle di Carlo I d'Angiò; l'unione non fu, tuttavia, mai accettata a Costantinopoli e fu annullata al concilio delle Blacherne del 1285, quando sia Michele che Carlo erano morti. Il secondo tentativo fu nel 1438-39, quando al concilio di Ferrara l'imperatore Giovanni VIII Paleologo, sotto la minaccia di una conquista ottomana, negoziò la riunificazione delle Chiese, ma l'unione incontrò nuovamente le resistenze di Costantinopoli e fu accettata solo da Isidoro di Kiev, che la proclamò nel dicembre del 1452, quattro anni dopo la morte di Giovanni e troppo tardi per impedire la caduta di Costantinopoli pochi mesi dopo.
Al contrario, le politiche dei sultani ottomani in qualità di autoproclamatisi imperatori dei "Romani" (termine da intendersi, nel linguaggio del tempo, come sinonimo di "Cristiani ortodossi") supportarono l'indipendenza della Chiesa ortodossa da Roma e, occasionalmente, favorirono riforme atte a tenere a bada ogni separatismo di ispirazione religiosa, come per esempio accadde con la ricostituzione del patriarcato serbo di Peć nel 1557. Lo strumento primario di questa politica, Gennadio II di Costantinopoli, era stato uno dei maggiori oppositori dell'unione tra le Chiese d'Oriente e d'Occidente negli anni precedenti alla conquista ottomana.
Il legame tra impero e cristianità è un lascito duraturo: ancora oggi Roma è sede del papato e centro della Chiesa cattolica, e Costantinopoli (oggi Istanbul) è sede del Patriarcato ecumenico, che gode di uno status di primus inter pares ampiamente riconosciuto all'interno della Chiesa ortodossa.
Questa connessione imperiale si estende, tramite l'eredità lasciata dall'Impero ottomano, anche all'islam. Istanbul fu fino al 1923 la sede dell'unico califfato riconosciuto come tale negli ultimi cinque secoli e il Palazzo di Topkapı, ex residenza dei sultani ottomani costruita sui resti del Gran Palazzo bizantino, conserva tuttora la maggior parte delle reliquie di Maometto.

## Continuazione imperiale in Oriente

### Impero romano/bizantino fino al 1204

Estensione territoriale dell'Impero romano/bizantino tra il 476 e il 1400

Tra l'impero romano e quello bizantino esiste una continuità ininterrotta, tanto che l'individuazione di una data che determini la fine del primo e l'inizio del secondo è sostanzialmente una mera convenzione storiografica. I bizantini si definirono sempre e quasi esclusivamente "romani", anche dopo l'adozione del greco come lingua ufficiale al posto del latino nel VII secolo.
La storiografia occidentale pone tradizionalmente il 395 come data di inizio dell'Impero bizantino, quando alla morte di Teodosio I, l'impero fu diviso tra i suoi figli Arcadio (in Oriente) e Onorio (in Occidente). Altre convenzioni datano la transizione tra Impero romano e Impero bizantino allo spostamento della capitale imperiale da Roma a Costantinopoli nel 330, o alla fine del regno di Eraclio, evento che demarca tradizionalmente anche la fine della tarda antichità.
Nonostante i numerosi sconvolgimenti politici che lo attraversarono e alcune drammatiche contrazioni territoriali nel VII e nell'XI secolo, l'Impero bizantino mantenne fino al 1204 un'indiscutibile continuità istituzionale, dovuta principalmente al fatto che la sede centrale del suo potere, Costantinopoli, non fu mai conquistata da forze esterne.
Allo stesso tempo, dai territori del Mediterraneo orientale che cessarono di essere parte dell'Impero in questi secoli non emerse mai alcuna seria rivendicazione rivale di legittimità imperiale. Ciascuno a suo modo, gli Avari e gli Slavi nei Balcani e i Sasanidi e i Musulmani nel Levante e in Nordafrica avevano differenti metodi di governo e non mostrarono interesse a reclamare per sé il titolo di "romani". Ciò potrebbe essere legato anche alla loro incapacità di impadronirsi della capitale imperiale nonostante numerosi tentativi, come suggerito dal controesempio dei sultani ottomani, che rivendicarono invece il titolo di imperatore dopo il 1453.

#### Impero bulgaro

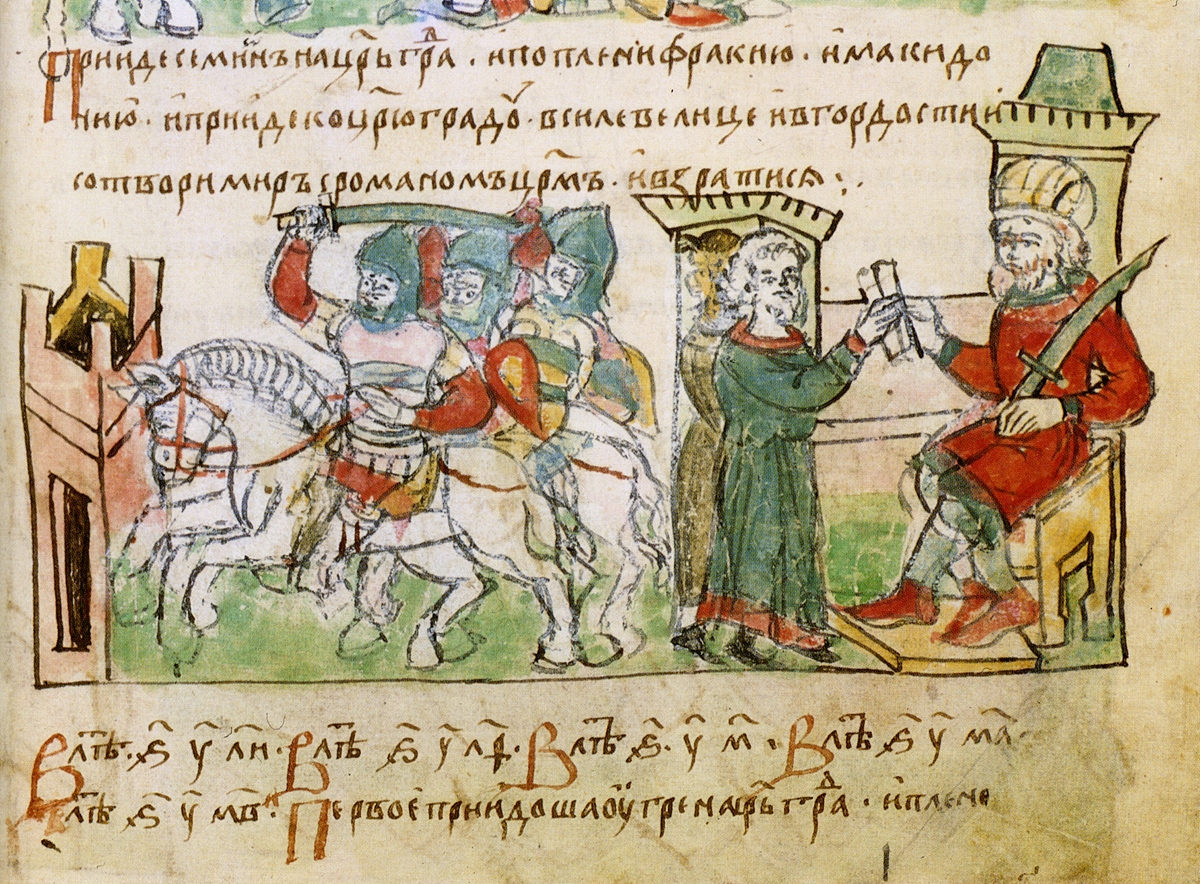
L'imperatore bizantino Romano I Lecapeno (in piedi a sinistra) concede il titolo di imperatore a Simeone I di Bulgaria (sul trono a destra) in una miniatura dalla Cronaca dei Radziwill (XV secolo)

Nel periodo antecedente il 1204, l'unica significativa rivendicazione rivale al titolo imperiale in oriente si presentò nel 913, quando Simeone I il Grande, sovrano di Bulgaria, fu incoronato "Imperatore e Autocrate di tutti i Bulgari e Romani" (Цар и Самодържец на всички Българи и Гърци in bulgaro moderno) dal patriarca di Costantinopoli e reggente imperiale Nicola I Mistico nei pressi della capitale bizantina. Seguì, tra il 914 e il 927, una devastante guerra tra le forze bulgare e quelle bizantine per reclamare il titolo imperiale. Nel 924, il sovrano bulgaro si vide riconoscere il titolo di "Imperatore dei Bulgari" (Βασιλεύς τῶν Βούλγαρων in greco bizantino) dall'imperatore bizantino Romano I Lecapeno, seguendo tuttavia la convenzione, adottata anche nei confronti dei carolingi, secondo la quale il titolo di basileus (termine greco traducibile sia con "re" che con "imperatore" a seconda del contesto) non poteva considerarsi pari a quello di imperatore quando non conferiva esplicitamente autorità sopra i "Romani". Il riconoscimento da parte di Costantinopoli della dignità di basileus del monarca bulgaro e della dignità patriarcale del patriarca di Bulgaria fu nuovamente confermato alla fine del conflitto nel 927. Il titolo bulgaro di "zar" (derivato da Caesar) fu portato da tutti i sovrani di Bulgaria fino alla conquista ottomana.
Nel XIV secolo, durante il secondo impero bulgaro, diversi componimenti letterari dipingevano l'allora capitale di Tarnovo (l'attuale Veliko Tarnovo) come erede sia di Roma che di Costantinopoli. I bulgari dell'epoca erano soliti chiamare la città Tsarevgrad Tarnov, ossia "la città imperiale di Tarnovo", richiamando il nome bulgaro di Costantinopoli, Tsarigrad.

### La quarta crociata e le sue conseguenze

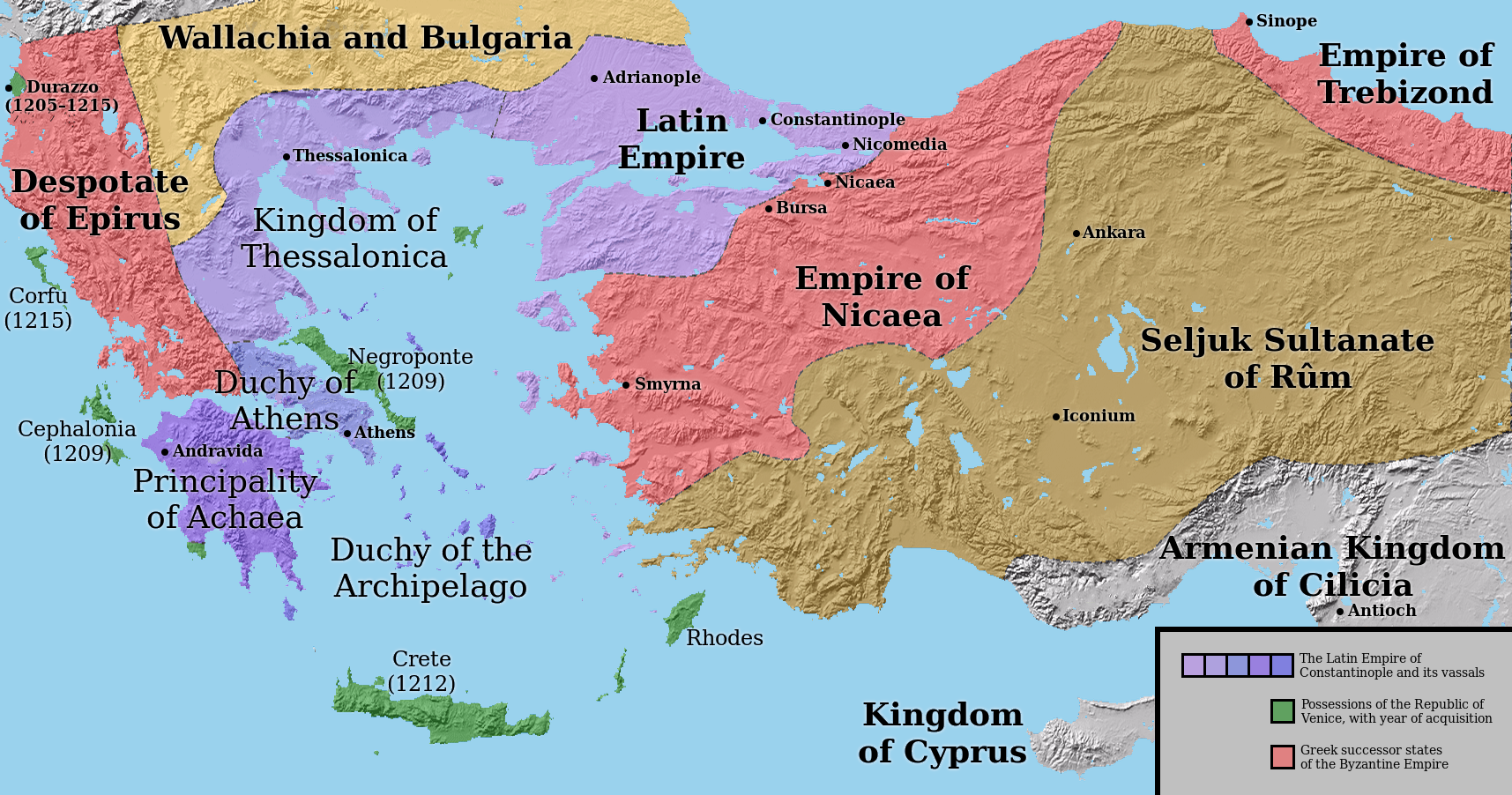
Gli stati crociati latini sorti in seguito al sacco di Costantinopoli del 1204 e alla successiva spartizione

La quarta crociata e il conseguente sacco di Costantinopoli del 1204 marcarono il più grande strappo nella storia dell'Impero bizantino e diedero inizio a un periodo di frammentazione politica e di rivendicazioni contrastanti di legittimità imperiale. Gli invasori "latini" crociati si spartirono la maggior parte dell'impero con un trattato formale, nel quale si costituiva l'Impero latino di Costantinopoli, il cui potere effettivo, sebbene l'imperatore fosse riconosciuto de iure signore di tutti i territori conquistati dai crociati, non si estese mai molto oltre i limiti della città stessa. Il suo territorio comprendeva gli stretti del mar di Marmara (gli attuali Stretti Turchi) e il loro immediato entroterra, tra cui le città di Adrianopoli e Nicomedia, ma non gli importanti centri di Salonicco e Nicea. Altri territori dell'ex impero bizantino non caddero in mano crociata e rimasero sotto il controllo di vari nobili greci.
Diverse fra le entità emerse da questa frammentazione si proclamarono legittime eredi del precedente impero, adducendo diverse motivazioni: l'Impero latino controllava la capitale imperiale; l'Impero di Trebisonda era governato da un ramo dell'ex famiglia imperiale dei Comneni; il Despotato d'Epiro (e brevemente anche l'Impero di Tessalonica) era governato da un ramo dell'ex famiglia imperiale degli Angeli, i quali tuttavia rinunciarono in seguito alle rivendicazioni imperiali nel 1248, quando accettarono la signoria nicena; l'Impero di Nicea rivendicò con successo il controllo del patriarcato nel 1206, e riuscì infine a prevalere tramite un'accurata gestione delle proprie alleanze e alla riconquista di Costantinopoli del 1261.

#### Impero latino di Costantinopoli
L'Impero latino ebbe una propria linea di successione imperiale, inizialmente controllata dal casato dei conti di Fiandra per poi passare a quello francese di Courtenay. Il titolo imperiale fu tuttavia oggetto di dispute fin dal principio. Nonostante la sua teorica sovranità, infatti, l'Impero latino non fu mai il più potente nemmeno fra gli stati crociati e la città non si riprese mai pienamente dal trauma del 1204.
Dopo essere stati cacciati da Costantinopoli nel 1261, gli eredi degli imperatori latini continuarono a fregiarsi del titolo imperiale e a detenere occasionalmente il potere su alcuni territori dell'odierna Grecia. L'ultimo a fregiarsi di tale titolo e a rivendicare il trono di Costantinopoli fu il principe d'Acaia Giacomo del Balzo, morto nel 1383.

### Tardo impero bizantino

L'estensione dell'Impero bizantino (in viola) appena prima della caduta di Costantinopoli

La dinastia dei Paleologi portò avanti l'esperienza imperiale bizantina dalla riconquista di Costantinopoli nel 1261 fino alla conquista ottomana nel 1453. Durante questo periodo, tuttavia, l'estensione territoriale dell'Impero si ridusse drasticamente, fino a comprendere nei suoi ultimi anni soltanto la capitale imperiale e il Peloponneso (allora chiamato Morea), che era solitamente posto sotto il controllo diretto di uno dei figli dell'imperatore col titolo di despota. La loro linea di successione imperiale fu spezzata nel 1453: sebbene il Despotato di Morea resistette ancora alcuni anni prima di cadere in mano ottomana nel 1460, i suoi sovrani del tempo non rivendicarono mai il titolo imperiale.

#### Impero serbo
Nel 1345 il re serbo Stefano Dušan si autoproclamò imperatore (zar) e si fece incoronare con tale titolo a Skopje nella Pasqua del 1346 dal neocostituito patriarca di Serbia, insieme al patriarca di Bulgaria e all'arcivescovo di Ocrida. Il suo titolo imperiale venne riconosciuto, tra gli altri, dall'Impero bulgaro (molto indebolito e territorialmente ridotto a seguito della battaglia di Velebusdo del 1330) ma non dall'Impero bizantino. In Serbia, il titolo di "Imperatore dei Serbi e dei Romani" (Цар Срба и Римљана in serbo) fu utilizzato in seguito solo dal figlio di Stefano Dušan, Stefano Uroš V, fino alla sua morte nel 1371. Anche Simeone Uroš (fratellastro di Dušan) e suo figlio Giovanni Uroš reclamarono tale titolo in contrapposizione a Stefano V fino al 1373, quando Giovanni abdicò dal suo ruolo di signore di Tessaglia.

#### Impero di Trebisonda
L'Impero di Trebisonda, una delle entità emerse dalla frammentazione causata dalla quarta crociata, sopravvisse alla conquista ottomana fino al 1461. I Comneni che lo governavano reclamavano per sé il titolo imperiale in contrapposizione ai Paleologi ma non ricevettero mai alcun significativo riconoscimento internazionale.
Un'entità separata sulla costa eusina della Crimea, il Principato di Teodoro, cadde in mano ottomana solo nel 1475. Non c'è tuttavia alcun indizio che suggerisca una rivendicazione del titolo di imperatori romani da parte dei suoi governanti.

#### Le cessioni di Andrea Paleologo

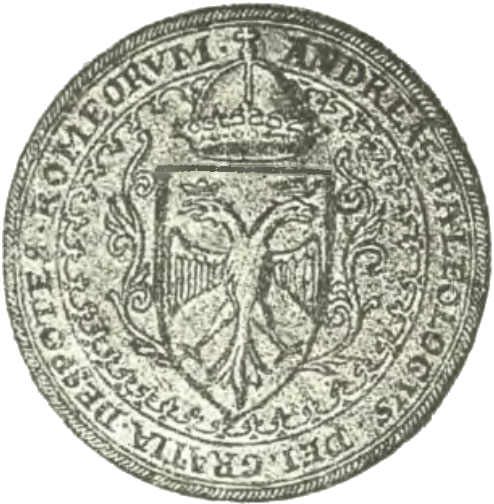
Sigillo di Andrea Paleologo della fine del XV secolo. L'iscrizione latina recita "Andrea Paleologo per grazia di Dio Despota dei Romei [i. e. Romani]"

Andrea Paleologo, un nipote dell'ultimo imperatore bizantino Costantino XI e capo di ciò che restava della famiglia dei Paleologi, continuò a fregiarsi del titolo di "Imperatore di Costantinopoli" e nel 1494, non avendo probabilmente figli legittimi, vendette quello che vedeva come un suo legittimo titolo imperiale a Carlo VIII di Francia. I successivi re di Francia continuarono a reclamare la dignità imperiale fino a Carlo IX nel 1566, quando cadde in disuso. Carlo IX lasciò scritto come il titolo di imperatore bizantino non fosse "più insigne di quello di re, che è inoltre più bello e dolce all'orecchio".
Alla morte di Carlo VIII nel 1498, tuttavia, Andrea aveva nuovamente reclamato per sé il titolo imperiale e nel suo ultimo testamento del 1502 lo cedette nuovamente, stavolta a Ferdinando II d'Aragona e Isabella I di Castiglia. Altri pretendenti al trono bizantino si fecero avanti dopo la sua morte, presentando rivendicazioni sempre più discutibili con l'avanzare dei secoli. Uno di questi fu Carlo I Gonzaga, duca di Mantova, il quale, rivendicando la propria discendenza dai Paleologi, dichiarò nel 1612 di voler riconquistare Costantinopoli e reclamarne il trono ma riuscì solo a scatenare una rivolta in Maina che si protrasse fino al 1619.

### Impero ottomano dopo il 1453

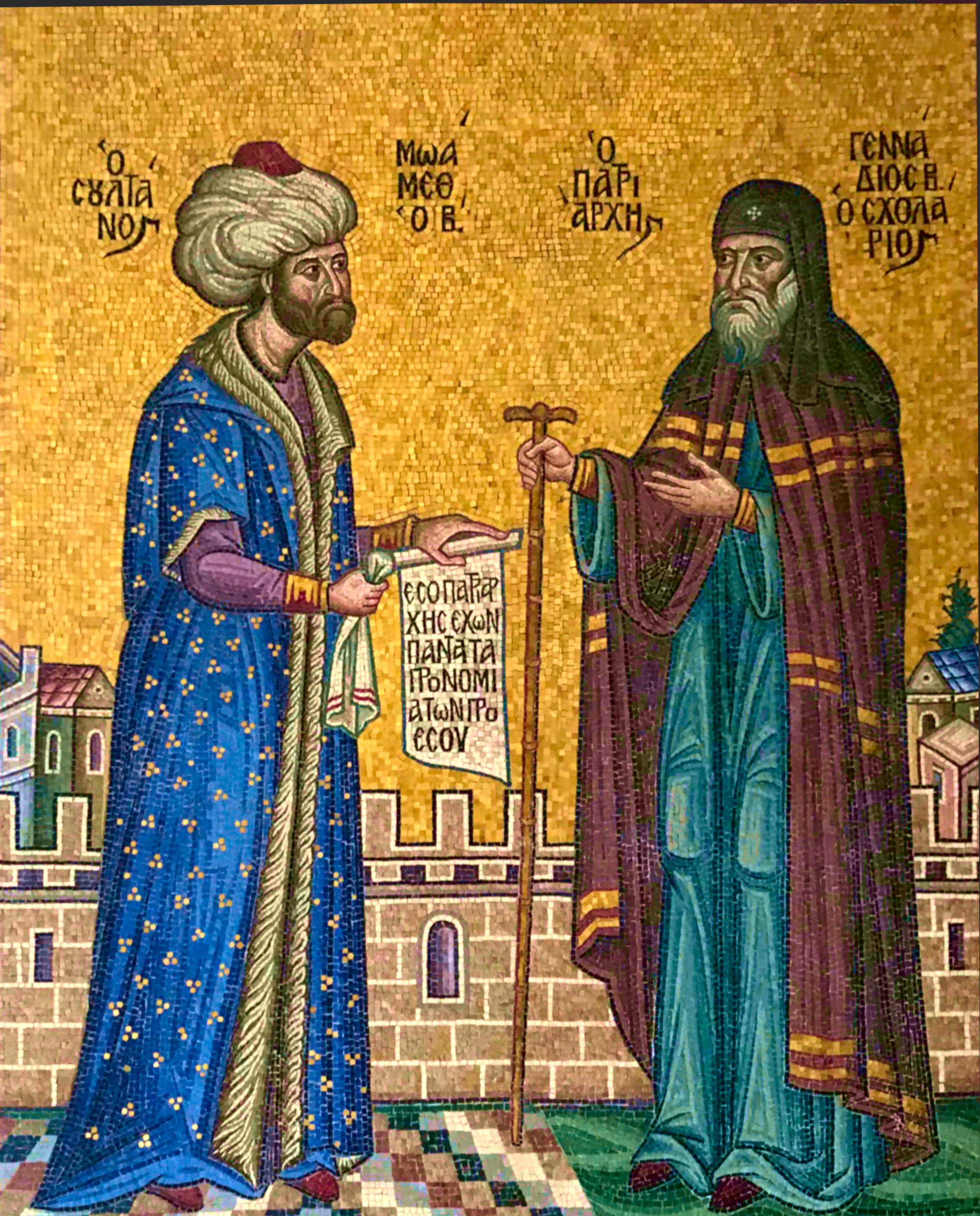
Maometto II e Gennadio II in un mosaico del XVIII secolo della cattedrale di San Giorgio a Istanbul

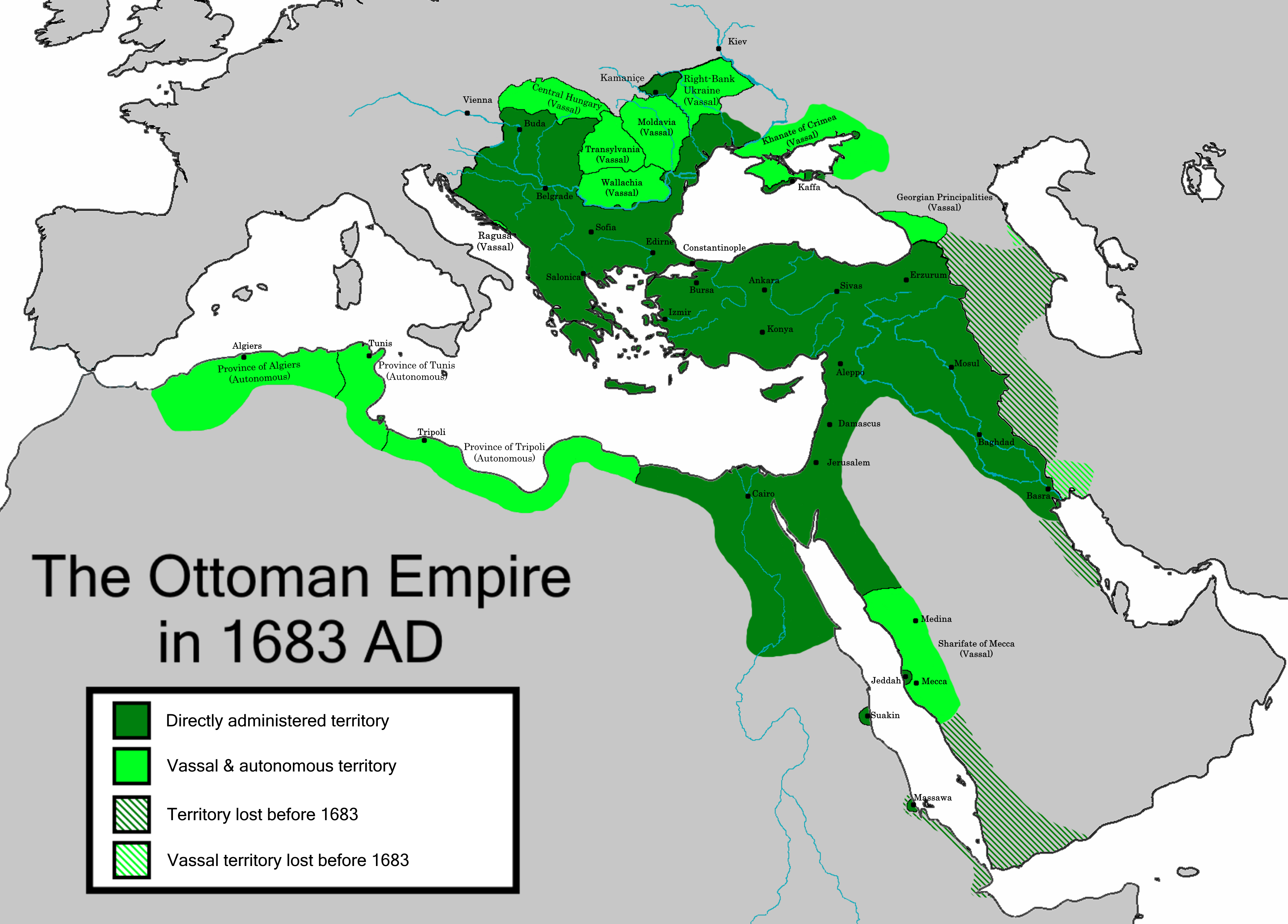
L'Impero ottomano nel momento della sua massima espansione sotto il sultano Maometto IV

Dopo la caduta di Costantinopoli nel 1453, Maometto II si autoproclamò imperatore romano: Kayser-i Rum, letteralmente "Cesare dei Romani", il titolo con cui venivano solitamente chiamati gli imperatori bizantini nei territori arabi, persiani e turchi. Nel 1454 insediò cerimonialmente Gennadio Scolario, strenuo oppositore della Chiesa cattolica e dei nemici europei del sultano, come nuovo patriarca ecumenico di Costantinopoli ed etnarca (milletbashi) del Rum millet (Millet-i Rûm), ossia di tutti i cristiani greco-ortodossi dell'impero. In cambio, Gennadio avallò le pretese di Maometto alla successione imperiale.
La rivendicazione di Maometto si poggiava principalmente sull'idea che Costantinopoli fosse l'unica legittima sede dell'Impero romano, come lo era stata per più di un millennio, anche se si esclude il periodo tra il 1204 e il 1261. L'erudito Giorgio di Trebisonda scrisse all'epoca:
In un altro componimento, lo stesso Giorgio da Trebisonda fu più esplicito e, parlando di Maometto II, usò queste parole:
Un'ulteriore, seppur discutibile, base per la rivendicazione di legittimità era la passata alleanza tra la dinastia ottomana e le famiglie imperiali bizantine e i legami di sangue stretti con esse. La principessa bizantina Teodora Cantacuzena, figlia di Giovanni VI Cantacuzeno, era infatti stata una delle mogli di Orhan I, mentre negli ambienti ottomani si diffuse una storia, priva di effettivi fondamenti storici, che sosteneva la discendenza di Maometto II da Giovanni Tzelepes Comneno, nipote dell'imperatore Alessio I Comneno.
Nel suo piano di espansione e legittimazione imperiale, Maometto aveva anche intenzione di conquistare Roma stessa, riunendo così entrambe le capitali dell'impero come non accadeva da quasi otto secoli. La sua campagna in Italia ebbe inizio nel 1480 con l'assedio di Otranto, ma fu bruscamente interrotta a causa della sua improvvisa morte il 3 maggio 1481. Nessuno dei suoi successori portò avanti questo progetto. Invece, tentarono più volte, ma senza successo, di conquistare la capitale del pretendente rivale al titolo di imperatore romano, arrivando ad assediare la città di Vienna in due occasioni: la prima nel 1529 e la seconda nel 1683.
Essere legittimo erede dell'Impero romano/bizantino divenne, insieme alle sue radici turche e musulmane, parte integrante dell'identità del sultanato, anche se questo aspetto venne solitamente minimizzato o del tutto ignorato dagli osservatori occidentali. Secondo l'accademica e professoressa F. Asli Ergul:
Nelle relazioni diplomatiche con il Sacro Romano Impero, gli ottomani inizialmente rifiutarono di riconoscere la validità del suo titolo imperiale, poiché vedevano se stessi come gli unici legittimi successori di Roma. Nel trattato di Costantinopoli del 1533, i negoziatori austriaci accettarono di non fare menzione del titolo di imperatore del Sacro Romano Impero, riferendosi a Ferdinando I solo come re di Germania e a Carlo V solo come re di Spagna. Gli ottomani abbandonarono tuttavia questo tipo di richieste con la pace di Zsitvatorok del 1606. Lo stesso fecero nei confronti dell'Impero russo con il trattato di Küçük Kaynarca del 1774.
Durante la dinastia Ming, i cinesi erano soliti riferirsi agli ottomani col nome di Lǔmí (魯迷), derivato dal turco Rûmi, che significa letteralmente "Romani".
Secondo una teoria, la conversione all'Islam dei greci del bacino del mar di Marmara e la loro integrazione nel mondo musulmano potrebbero essere considerate come una rifondazione dell'Impero bizantino come stato islamico. Tuttavia gli accademici esperti di storia e fonti mediorientali considerano tale teoria un speculazione senza basi fattuali.

## Continuazione imperiale in Occidente

### Frammentazione politica e supremazia imperiale

Inizio della frammentazione dell'Impero d'Occidente nel 418

All'inizio del V secolo, l'Impero romano d'Occidente comprendeva sostanzialmente ancora tutti i suoi territori originari (ad eccezione degli Agri Decumates, persi durante la crisi del III secolo), ma il controllo romano su di essi era diventato estremamente fragile e molte aree erano ormai quasi del tutto spopolate. Nei primi anni del secolo, l'Impero abbandonò definitivamente la Gran Bretagna, lasciandola vulnerabile all'invasione anglosassone. Le crescenti incursioni barbariche portarono presto all'insediamento permanente di tribù germaniche o di altra origine etnica in diversi territori dell'Impero, a volte invitati delle stesse istituzioni romane occidentali tramite la stipula di un contratto (foedus). Questi popoli, detti foederati, si resero progressivamente autonomi dall'autorità imperiale e spesso si lanciarono in campagne di conquista per espandere i propri territori.
Così i Vandali, dopo aver attraversato il Reno nel 406, i Pirenei nel 409 e lo stretto di Gibilterra nel 428, istituirono entro la metà del V secolo un proprio regno autonomo in Nordafrica e nelle isole del Mediterraneo occidentale; i Suebi, che inizialmente si spostarono insieme ai Vandali, crearono un proprio regno nell'Iberia occidentale nel 409; il regno dei Visigoti venne inizialmente istituito con un trattato del 418 nella valle della Garonna, ma in breve si allargò anche nella vicina penisola iberica e nella Gallia meridionale; gli Alemanni, partendo dagli Agri Decumates, si espansero in Alsazia e Rezia; nel 443, il regno dei Burgundi fu istituito nella valle del Rodano e nei decenni successivi si allargò nei territori circostanti; uno stato autonomo, noto come Regno di Soissons, situato tra la Senna e la Somme si staccò dall'Impero per iniziativa di alcuni generali romani; i Franchi, stabilitisi a nord del Reno nel 358 a seguito di un trattato con l'imperatore Giuliano, si espansero negli attuali Belgio e Francia settentrionale. Di conseguenza, quando l'ultimo imperatore romano d'Occidente, Romolo Augustolo, fu deposto dal comandante Odoacre nel 476, il suo controllo effettivo non si estendeva molto oltre i confini settentrionali dell'Italia. Un altro comandante militare, Giulio Nepote, che era stato brevemente imperatore prima di Romolo Augustolo, mantenne il controllo di alcuni territori in Dalmazia e continuò a reclamare il titolo di imperatore finché non fu assassinato nel 480.

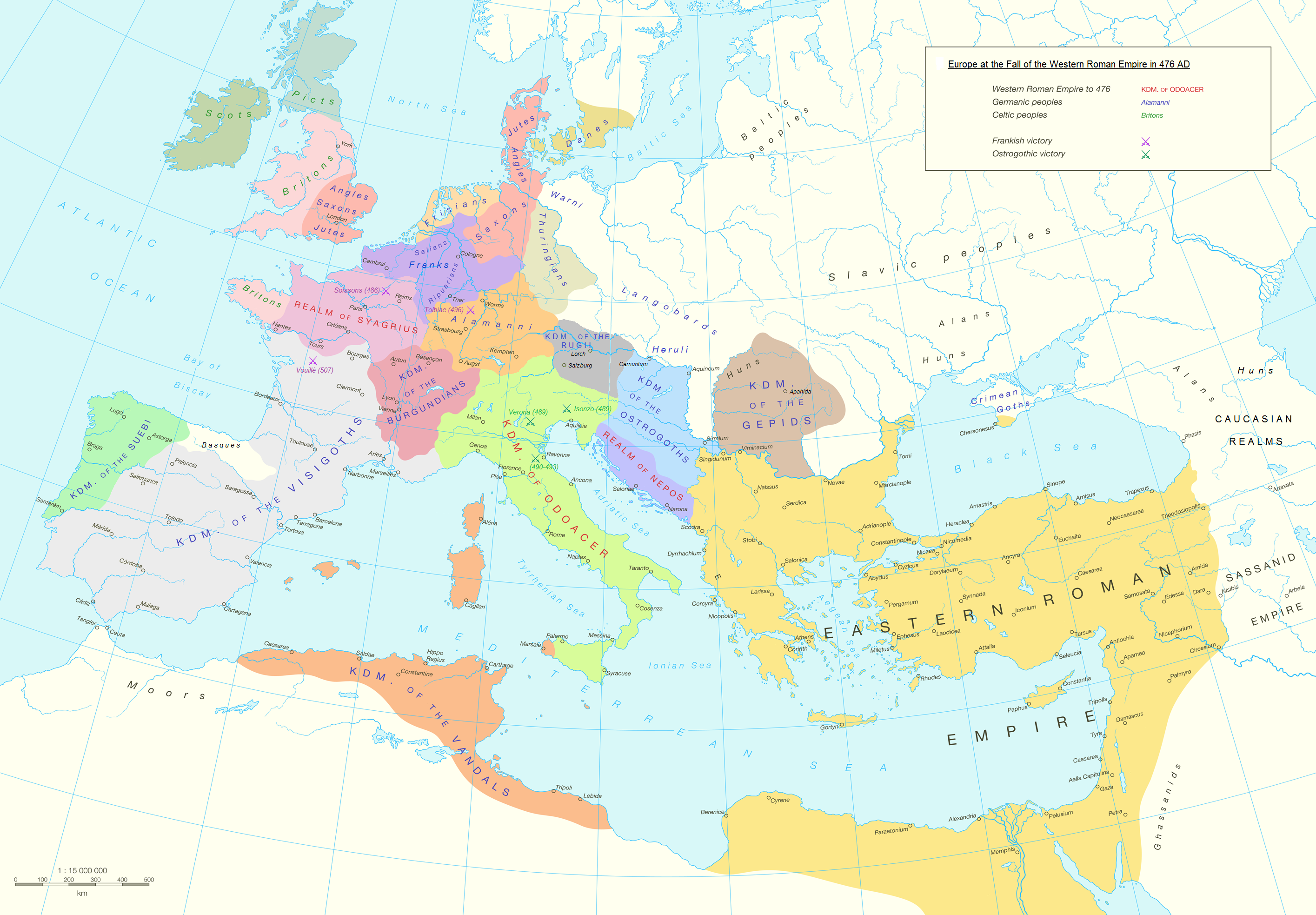
L'Occidente nel momento di sua massima frammentazione nel 476

Con un atto simbolico che avrebbe affascinato gli storici dei secoli seguenti, Odoacre inviò le insegne imperiali di Romolo Augustolo a Costantinopoli all'imperatore d'Oriente Zenone. Questo gesto non voleva segnalare la fine del potere imperiale in Italia e l'affermazione di una piena sovranità da parte di Odoacre, ma al contrario indicava il suo riconoscimento della supremazia di Zenone. Come altri capi foederati prima di lui, Odoacre adottò il titolo di rex e si fece riconoscere dal Senato come "Patrizio dei Romani", governando formalmente in nome dei restanti imperatori (ossia Zenone e Giulio Nepote, finché questi restò in vita). Questa disposizione fu mantenuta anche da Teodorico il Grande quando sconfisse e uccise Odoacre nel 493 prendendone il posto come re d'Italia. Tra la fine del V e il VI secolo, i confini politici si mantennero estremamente mutevoli. Il re dei Franchi Clodoveo I conquistò l'Alemannia, il regno di Soissons e la maggior parte del regno visigoto a nord dei Pirenei, mentre i suoi figli sottomisero il regno burgundo nel 534, creando così un vasto regno franco, che sarebbe tuttavia stato periodicamente soggetto a suddivisioni tra i vari membri della dinastia merovingia. Nel frattempo, l'imperatore d'oriente Giustiniano I riportò sotto il diretto controllo imperiale la Spagna meridionale, il Nordafrica e soprattutto l'Italia, riconquistata grazie alla dispendiosissima Guerra gotica (535-553). Verso la fine del VI secolo, l'imperatore Maurizio supportò Gundovaldo, figlio illegittimo di Clotario I, nel suo tentativo di impadronirsi del trono franco, che però si concluse con un fallimento nel 585 presso Saint-Bertrand-de-Comminges.

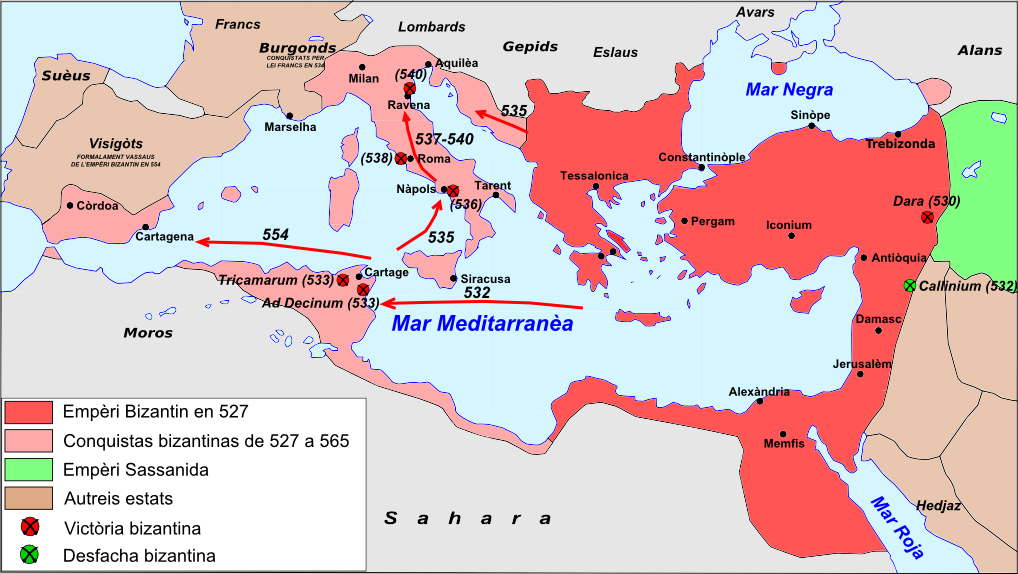
Campagne di riconquista in Occidente di Giustiniano, 535-554

Sebbene si trovasse al di fuori dalla sfera di effettivo controllo militare dell'Impero, il regno franco continuò a riconoscere la supremazia di Costantinopoli per tutto il VI secolo. In una cerimonia svoltasi nel 508 a Tours, Clodoveo ricevette le insegne mandategli dall'imperatore Anastasio I, che lo nominò console dell'Impero. Allo stesso modo, re Gundobado dei Burgundi, nonostante la sua fede ariana, esercitò nello stesso periodo la carica di magister militum per conto dell'imperatore. Nelle Gesta pontificum Autissiodorensium, un compendio sulle vite dei vescovi di Auxerre redatto nel tardo IX secolo, il nome dell'imperatore regnante viene utilizzato come criterio di datazione fino all'episcopato di Desiderio (614-621), indicato come vescovo "sotto il regno di Foca ed Eraclio" (imperantibus Foca, atque Heraclio). Non sembra esistesse tuttavia una simile forma di referenza nel regno visigoto dell'epoca. Chris Wickham dipinge il re visigoto Eurico (466-484) come "il primo grande sovrano di un regno 'barbarico' in Gallia - e il secondo in tutto l'Impero dopo Genserico - a esercitare una piena autonomia politica, scevra da influenze di qualsiasi residua lealtà a Roma".
Il dominio imperiale in Occidente si erose ulteriormente dalla fine del VI secolo. In Britannia, per quanto deducibile dalla scarsa documentazione disponibile, il dominio romano era tutt'al più un lontano ricordo. Nel regno franco, i riferimenti alla supremazia imperiale svaniscono dalle fonti durante il periodo di riorganizzazione sotto Clotario II e Dagoberto I. Nella penisola iberica, il re visigoto Suintila espulse dal sud dalla Spagna le ultime forze imperiali nel 625. In Italia, l'invasione longobarda del 568 portò alla nascita di un regno longobardo indipendente e ostile all'Impero, il cui controllo sulla penisola andò gradualmente riducendosi. La colonna di Foca nel Foro romano, dedicata nel 608, è l'ultima espressione monumentale del potere imperiale (d'Oriente) sulla città di Roma. Costante II, nel 663, fu per secoli l'ultimo imperatore (d'Oriente) a visitare Roma e, nell'occasione, depredò molti dei monumenti ancora in piedi per abbellire quelli di Costantinopoli.

#### La centralità del papato
Con l'allontanarsi del potere di Costantinopoli, fu il papato romano ad assumere un ruolo centrale per ravvivare l'idea imperiale in Occidente. La figura del papa era uscita fortemente rafforzata dalla riconquista di Roma da parte di Giustiniano, poiché gli imperatori riaffermarono periodicamente il tradizionale primato del vescovo di Roma per contrastare l'influenza politica del patriarca di Costantinopoli. Inoltre il cattolicesimo riuscì, per una serie di motivi, a soppiantare del tutto l'arianesimo nei regni occidentali: la Spagna visigota abbandonò l'arianesimo con la conversione di re Recaredo I nel 587; l'Italia longobarda, dopo una serie di alti e bassi, in seguito alla morte del re Rotari nel 652.
La promozione dell'iconoclastia da parte dell'imperatore Leone III Isaurico nel 726 portò a un allargamento della frattura fra l'Impero d'Oriente e il papato. Papa Gregorio II vedeva l'iconoclastia come l'ultima di una serie di eresie imperiali. Nel 731, il suo successore, papa Gregorio III, organizzò un sinodo a Roma nel quale l'iconoclastia fu resa punibile con la scomunica. In risposta Leone III, nel 732/33, confiscò tutto il patrimonio papale in Italia meridionale e in Sicilia e rimosse inoltre le diocesi di Salonicco, Corinto, Siracusa, Reggio, Nicopoli, Atene e Patrasso dalla giurisdizione papale, ponendole invece sotto quella del patriarca di Costantinopoli. Si trattò di un vero e proprio baratto: se da una parte questo atto rafforzava la presa dell'impero sul Sud Italia, dall'altro condannava di fatto l'Esarcato di Ravenna alla capitolazione, che si concretizzò pochi anni dopo per mano dei Longobardi. Il papato fu di fatto "espulso dall'impero". Papa Zaccaria, nel 741, fu l'ultimo papa ad annunciare la propria elezione al sovrano bizantino per ottenerne l'approvazione.

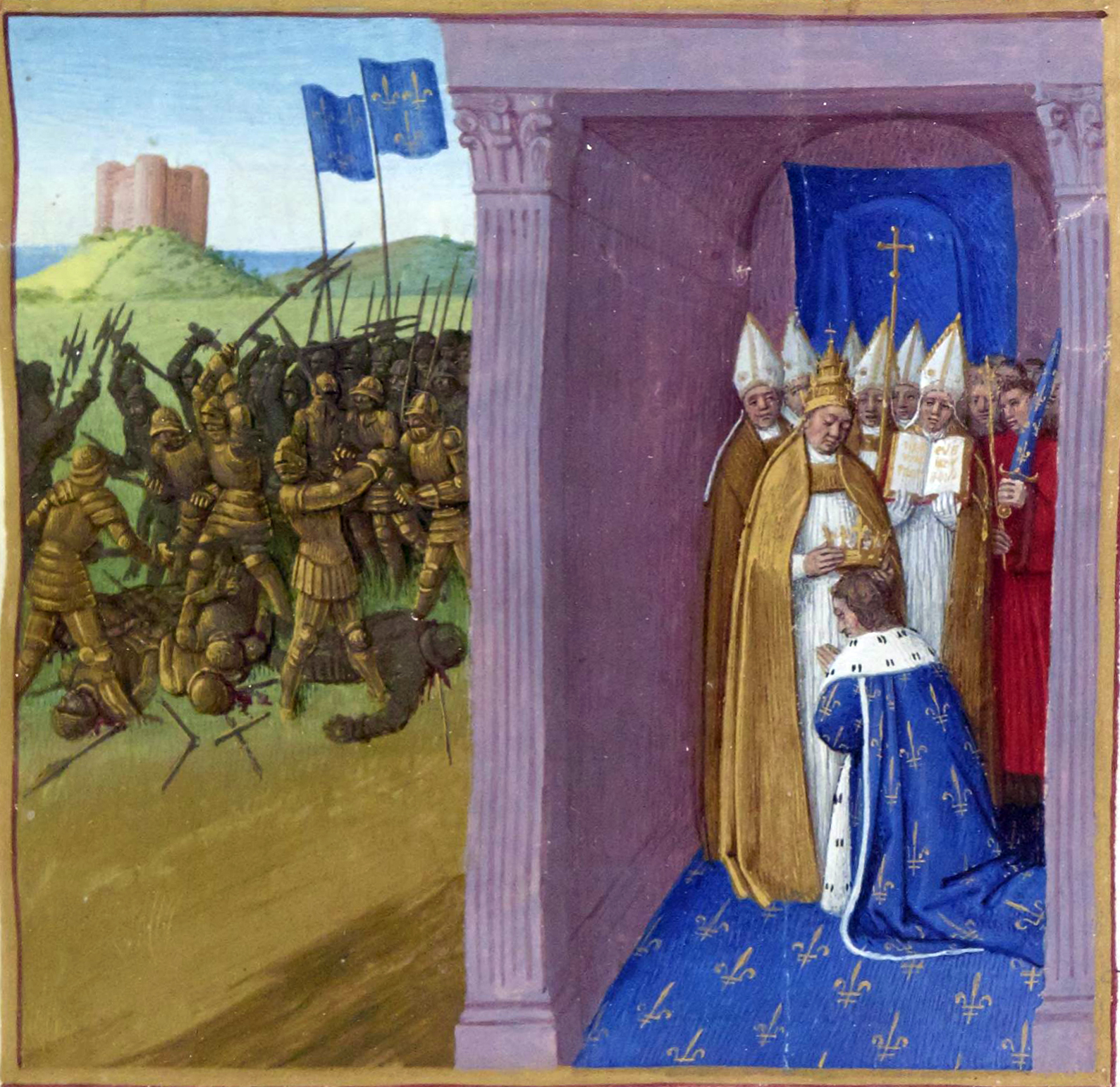
Incoronazione di Pipino il Breve da parte di papa Stefano II nel 754 (sulla destra), miniatura di Jean Fouquet, Grandes Chroniques de France, 1455-1460 circa

I papi dovettero rapidamente reinventare le proprie relazioni con le autorità temporali. Sebbene i vicini re longobardi non fossero più eretici, il loro atteggiamento era spesso ostile. I più potenti ma più distanti Franchi, che erano stati fino ad allora alleati dell'Impero, erano un'opzione alternativa come possibili nuovi protettori. Nel 739, Gregorio III inviò una prima ambasciata a Carlo Martello chiedendo protezione contro il longobardo Liutprando, ma il maggiordomo franco rifiutò, poiché era stato in passato un alleato del re longobardo, al quale aveva addirittura chiesto nel 737 di adottare simbolicamente il suo secondogenito. Il papato ebbe maggior successo con quest'ultimo, Pipino, che successe a Carlo nell'ottobre del 741 insieme al fratello maggiore Carlomanno (che si ritirò dalla vita pubblica e si fece monaco nel 747). Papa Zaccaria fu spinto a prendere l'iniziativa dall'ultima campagna longobarda contro l'Esarcato di Ravenna, la cui caduta nel 751 segnò la fine del controllo bizantino sull'Italia centrale. Il pontefice era già in contatto con la classe regnante franca tramite alcuni importanti chierici, tra cui i vescovi Bonifacio di Magonza e Burcardo di Würzburg e l'abate Fulrado di Saint Denis. Nel marzo del 751 Zaccaria favorì la deposizione di Childerico III, a seguito della quale Pipino fu incoronato re dei Franchi a Soissons. Nel 754, il successore di Zaccaria, papa Stefano II, intraprese la prima storica visita pontificia a nord delle Alpi, durante la quale incontrò Pipino presso Ponthion per poi consacrarlo ufficialmente come re a Saint-Denis il 28 luglio, creando un modello che sarebbe stato ripreso per i successivi riti di incoronazione dei monarchi francesi. Stefano legittimò ulteriormente la dinastia carolingia ungendo anche i due figli di Pipino Carlo e Carlomanno, proibendo l'elezione di un re che non fosse discendente di Pipino e proclamando che "la nazione franca è al di sopra di tutte le nazioni". In cambio il pontefice ottenne, nel 756, la cosiddetta donazione di Pipino, che avrebbe legittimato e consolidato il dominio papale sullo Stato Pontificio per i successivi undici secoli. In seguito, nel 773/74, il figlio e successore di Pipino, Carlo Magno, conquistò il regno longobardo d'Italia.

### Impero carolingio e Sacro Romano Impero

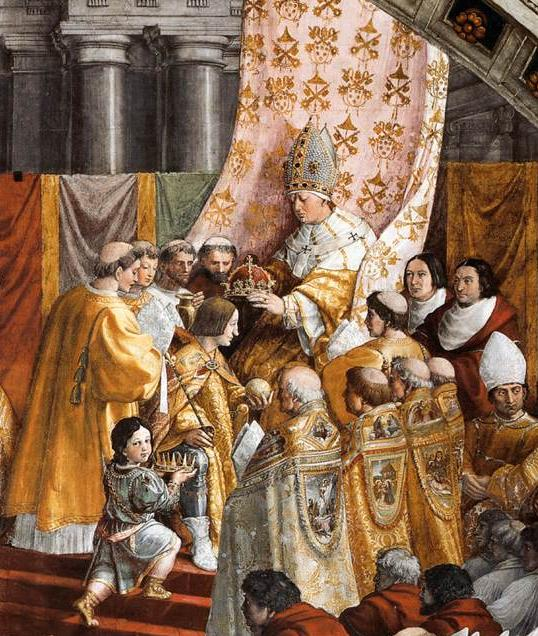
LIncoronazione di Carlo Magno, probabilmente realizzata da Giovan Francesco Penni su disegno di Raffaello, affresco nelle Stanze di Raffaello in Vaticano, 1516-1517

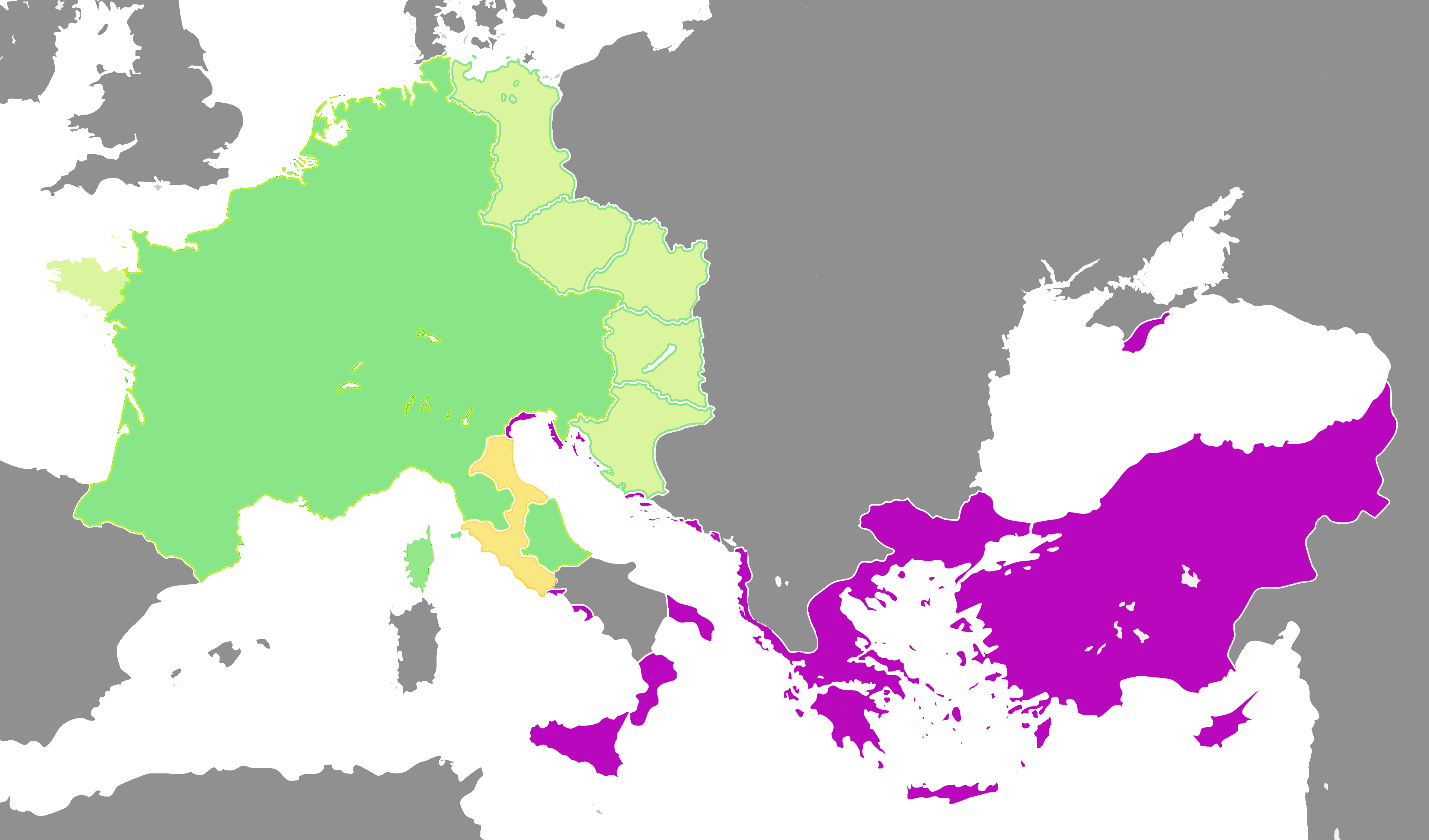
Estensione degli imperi carolingio (in verde) e bizantino (in viola) al momento della nomina a imperatore di Carlo Magno

L'incoronazione di Carlo Magno per mano di papa Leone III, avvenuta a Roma nel Natale dell'800, aveva l'esplicito intento di stabilire una continuità con l'Impero romano che ancora esisteva in Oriente. A Costantinopoli, infatti, Irene d'Atene aveva accecato e deposto suo figlio, l'imperatore Costantino VI, qualche anno prima e, non essendoci mai stato un precedente di una donna come unica detentrice del titolo imperiale, i suoi detrattori in Occidente (come, per esempio, Alcuino di York) consideravano il trono imperiale come vacante, non riconoscendola come imperatrice. Perciò, Peter H. Wilson sostiene che sia "estremamente probabile che Carlo Magno fosse convinto di star venendo creato imperatore romano" al momento della propria incoronazione. Il titolo imperiale di Carlo, tuttavia, si poggiava su di una base diversa da quella di tutti gli imperatori romani prima di lui, poiché era strutturalmente dipendente dall'associazione col papato che si manifestava nell'atto di incoronazione da parte del pontefice.
Nel frattempo, l'ascesa sul trono costantinopolitano di Niceforo I nell'802 confermò l'esistenza di un conflitto di legittimità tra l'incarnazione franca e quella bizantina dell'Impero romano, noto alla storiografia come "problema dei due imperatori" (Zweikaiserproblem in tedesco). Secondo Teofane Confessore, Carlo Magno aveva tentato di prevenire tale conflitto proponendo un proprio matrimonio con l'imperatrice Irene, ma questo progetto non andò in porto. Le dispute territoriali tra i due imperi furono gestite negli anni seguenti tramite una serie di negoziati noti come Pax Nicephori, ma il conflitto di più ampio respiro sulla legittimità imperiale si sarebbe rivelato particolarmente duraturo.

Evoluzione territoriale del Sacro Romano Impero sovrapposta agli attuali confini politici

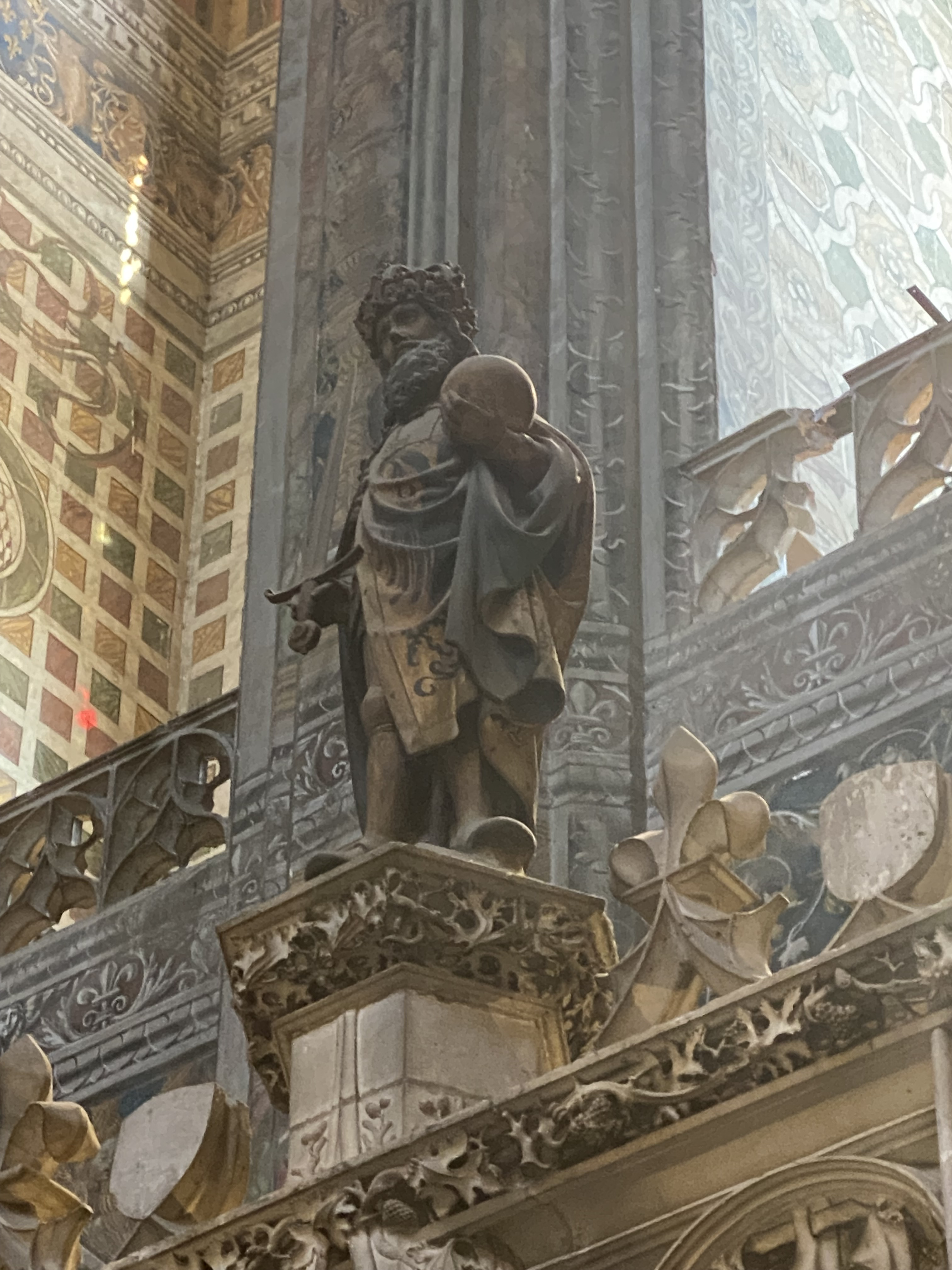
Statua di Costantino nella cattedrale di Albi, che lo ritrae con indosso un mantello recante il Reichsadler, l'emblema del Sacro Romano Impero

L'autorità politica all'interno dell'impero si frammentò dopo la morte di Carlo Magno. Questa frammentazione avrebbe avuto come risultato ultimo l'associazione della dignità imperiale con le terre più orientali (e tedesche) del mondo carolingio, ma ciò non fu immediatamente chiaro e fu necessario molto tempo prima che il processo fosse pienamente compiuto. Dall'843 all'875, il detentore del titolo imperiale controllò solo la Francia Media e poi la sola Italia settentrionale. Nel Natale dell'875, esattamente 75 anni dopo Carlo Magno, Carlo il Calvo, re dei Franchi Occidentali fu incoronato imperatore a Roma da papa Giovanni VIII accompagnato dal motto renovatio imperii Romani et Francorum, che sembrava prospettare l'attuale Francia come nuovo centro dell'impero. Ma Carlo morì poco dopo, nell'877 e il suo successore, Carlo il Grosso, pur essendo riuscito molto brevemente a riunire tutti i domini carolingi, fu deposto nell'887 e morì poco dopo. Da allora la Franchia Occidentale passò stabilmente sotto il dominio della dinastia dei Robertingi (non discendenti dei Carolingi) e del loro ramo cadetto dei Capetingi. Per oltre settant'anni, l'autorità imperiale rimase per lo più confinata in Nord Italia, finché Ottone I di Sassonia non riuscì restaurare il progetto imperiale sconfiggendo tutti i pretendenti rivali e facendosi incoronare a Roma da papa Giovanni XII nel 962. Da allora in avanti, tutti gli imperatori sarebbero stati di stirpe e cultura tedesca (anche se Federico II nacque a Jesi, Enrico VII a Valenciennes, Carlo IV a Praga, Carlo V a Gand, Ferdinando I a Alcalá de Henares, Carlo VII a Bruxelles, Francesco I a Nancy e Francesco II a Firenze).
Nella storia millenaria di Impero carolingio e Sacro Romano Impero ci furono diversi tentativi di richiamarsi alle radici classiche dell'impero. L'imperatore Ottone III tenne la sua corte a Roma dal 998 al 1002 (anno della sua morte) e tentò con scarso successo di ripristinare alcune istituzioni e tradizioni della Roma antica insieme a papa Silvestro II, che aveva scelto il proprio nome pontificale rifacendosi al pontefice del tempo di Costantino il Grande. Federico II coltivò un personale interesse verso le antichità romane, finanziò ricerche archeologiche, organizzò per sé un trionfo in stile romano a Cremona nel 1238 per celebrare la vittoria della battaglia di Cortenuova e commissionò diversi ritratti realizzati secondo lo stilema classico. Allo stesso modo, Massimiliano I fece scientemente inserire numerosi riferimenti classici nelle opere commissionate negli anni dieci del Cinquecento, tra le quali tre colossali xilografie: l'Arco Trionfale, la Processione Trionfale e il Grande Carro Trionfale.

#### Impero e papato

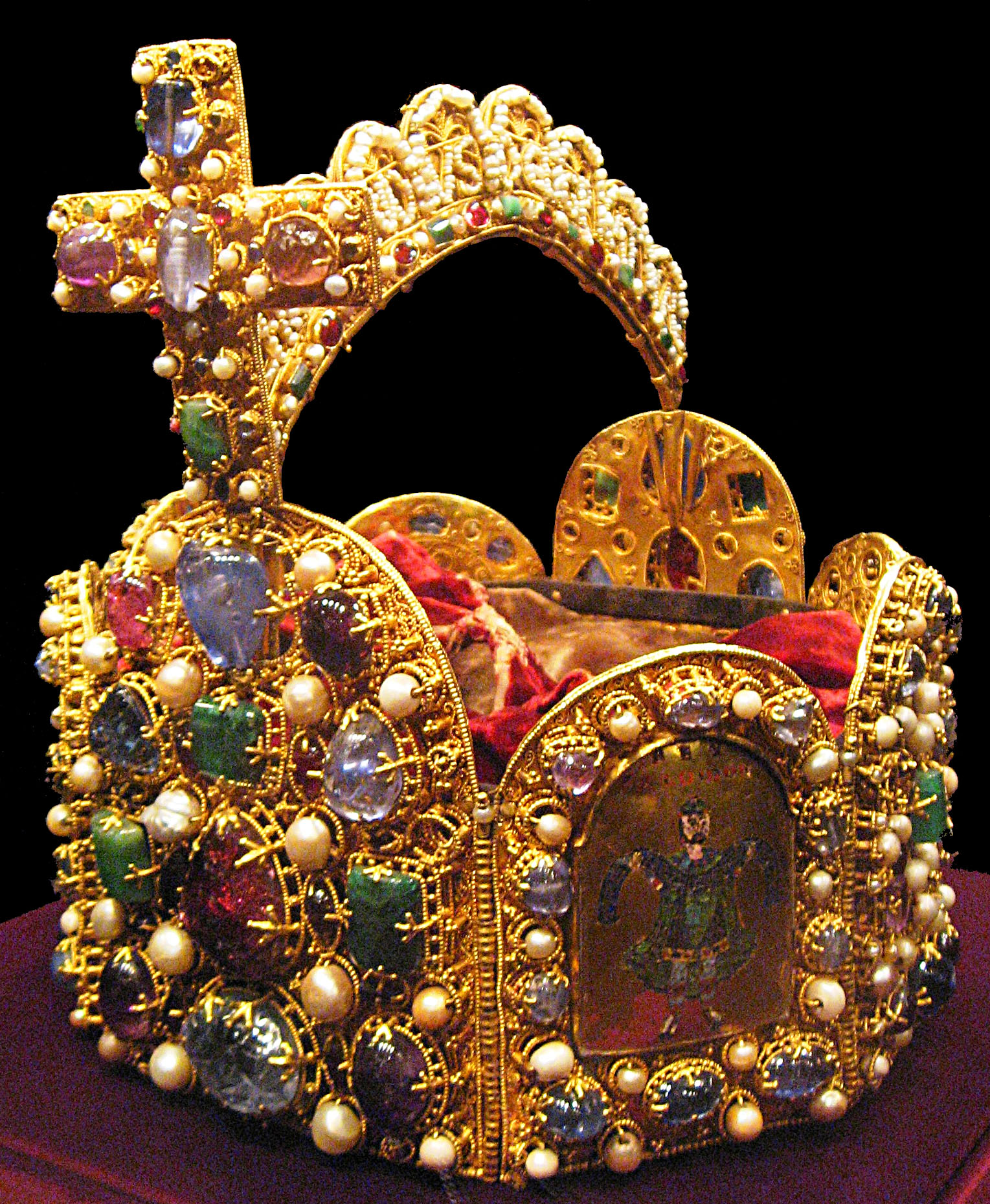
Corona del Sacro Romano Impero, la più importante delle insegne imperiali, X o XI secolo

Secondo il suo biografo Eginardo, Carlo Magno non fu felice della propria incoronazione, un fatto che gli storici successivi hanno interpretato come disappunto per il ruolo chiave assunto dal pontefice nella legittimazione del potere imperiale, invece della tradizionale legittimazione per acclamazione popolare. Leone III aveva infatti incoronato Carlo all'inizio della cerimonia, prima che la folla potesse acclamarlo. Nel settembre dell'813, Carlo Magno tentò di annullare questo precedente incoronando lui stesso il proprio figlio Ludovico il Pio ad Aquisgrana, ma il principio dell'incoronazione papale sopravvisse e fu rinnovato del 962 quando Ottone I ripristinò l'impero e i suoi rituali dopo decenni di instabilità.
Questa interdipendenza tra papa e imperatore sfociò in scontro quando il papato iniziò a riaffermare la propria posizione di superiorità con la riforma dell'XI secolo. La lotta per le investiture (1076-1122) che seguì fu caratterizzata da contrasti drammatici, nei quali il papa cercò di spogliare l'imperatore della sua dignità imperiale. Il Dictatus papae, un documento papale promulgato nel 1075 poco dopo l'elezione di Gregorio VII, asserisce che "solo il pontefice può fare uso delle insegne imperiali", che "tutti i principi devono baciare i piedi del pontefice e di lui soltanto" e che "il pontefice ha facoltà di deporre gli imperatori". Dopo l'umiliazione di Canossa di Enrico IV nel gennaio del 1077, Gregorio VII gli concesse l'assoluzione, ma si rivolse a lui come rex Teutonicorum ("re dei Tedeschi"), omettendo il titolo imperiale e il fatto che Enrico fosse re anche di altri regni, tra cui Borgogna e Italia. Le guerre tra guelfi e ghibellini, schierati rispettivamente con papato e impero, accompagnarono lo scontro tra i due poteri universali fino al XV secolo. Nel 1527 l'intervento pontificio nelle guerre d'Italia portò al traumatico sacco di Roma da parte delle truppe dell'imperatore Carlo V, a seguito del quale l'influenza politica internazionale del papato fu drasticamente ridotta.

#### Impero e monarchie

Domini degli Asburgo in unione personale con il Sacro Romano Impero sotto l'imperatore Carlo V

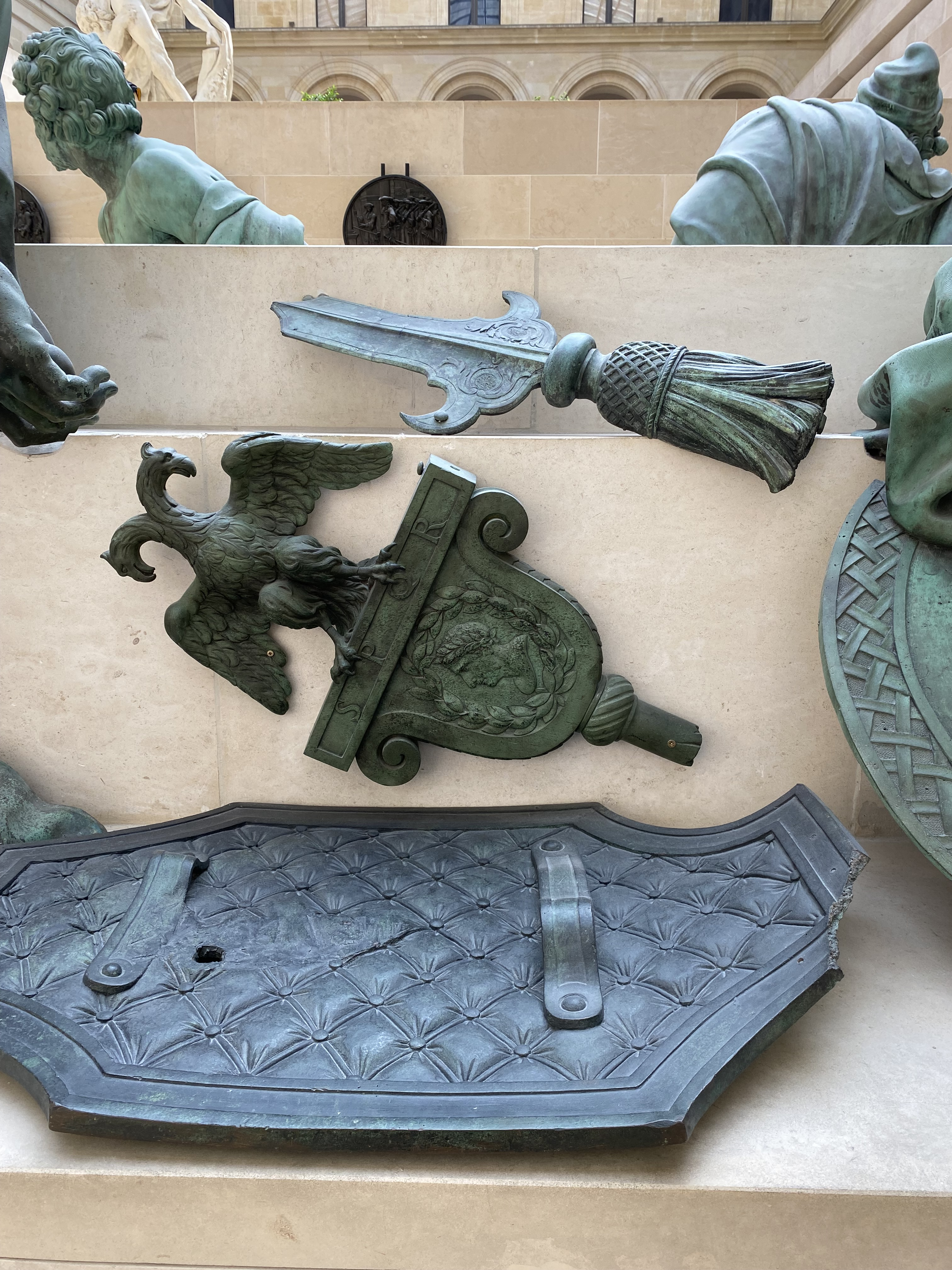
Stendardi immaginari del Sacro Romano Impero sconfitto da Luigi XIV, nei quali sono anacronisticamente combinate la sigla SPQR e l'aquila bicipite, dal monumento equestre di Luigi XIV a Place des Victoires a Parigi

All'inizio della storia dell'impero, Ludovico il Pio aveva formalmente istituito la supremazie dell'impero su tutti i regni cattolici tramite un editto dell'817 noto come Ordinatio imperii. La visione dell'epoca era che l'impero comprendesse tutto l'Occidente cristiano sotto un'unica autorità (le Isole britanniche, la Bretagna e il regno delle Asturie erano esclusi da questa visione). Secondo le disposizioni di Ludovico, solo il suo figlio maggiore Lotario avrebbe ricevuto il titolo di imperatore, mentre i suoi fratelli minori Pipino e Ludovico avrebbero dovuto obbedirgli pur essendo re, rispettivamente, di Aquitania e Baviera. Quel documento fu tuttavia controverso fin dal principio, poiché non rispettava le leggi di successione e le consuetudini franche. Dopo la morte di Ludovico il Pio nell'840, scoppiò una guerra tra i suoi vari figli. La battaglia di Fontenoy (841), i giuramenti di Strasburgo (842) e il trattato di Verdun (843) ridisegnarono una realtà differente, nella quale il titolo imperiale restava unitario ma il suo detentore doveva ora competere con gli altri re per il controllo del territorio, sebbene all'epoca tutti i sovrani fossero ancora legati dai vincoli familiari della dinastia carolingia e dai vincoli spirituali della fede cattolica.
A seguito della graduale estinzione del casato carolingio tra IX e X secolo, la rivalità tra impero e singole monarchie si svilupparono da queste premesse. Il regno di Francia, sviluppatosi dal regno dei Franchi Occidentali di Carlo il Calvo, fu sempre restio a riconoscere la superiorità dell'imperatore fra i monarchi europei. Con l'espansione del cristianesimo latino nell'Alto Medioevo, nuovi regni si svilupparono al di fuori dei confini dell'impero ed entrarono allo stesso modo in competizione con quest'ultimo per territorio e supremazia. La Francia stessa giocò un ruolo fondamentale negli sviluppi che portarono al declino politico dell'impero tra il XVI e il XIX secolo.

## Rivendicazioni nazionaliste moderne
Diversi regimi politici hanno rivendicato in varie forme il ruolo di successore dell'Impero romano, pur riconoscendo l'esistenza di una significativa discontinuità temporale e istituzionale tra quella che era, nella loro visione, la fine dell'Impero e il loro tentativo di restaurarlo. Questi tentativi furono sovente inquadrati nell'ottica e nella retorica nazionaliste tipiche dei loro tempi.
Nonostante il nome, l'imperialismo europeo non cercò mai di rievocare qualche forma di continuità con l'Impero romano, ad eccezione dell'Italia tra la fine del XIX e l'inizio del XX secolo. Perciò gli imperi coloniali europei non saranno menzionati in questa sezione.

### Impero russo

Stemma dell'Impero russo con l'aquila bicipite, simbolo storico dell'Impero bizantino e dell'autorità imperiale

Ivan III di Russia sposò nel 1472 Sofia (Zoe) Paleologa, una nipote dell'ultimo imperatore bizantino Costantino XI, e adottò i titoli di zar (Царь in russo) e imperator. Nel 1547 Ivan IV consolidò l'utilizzo del termine, che assunse la forma di "zar di tutte le Russie" (Царь Всея Руси). Nel 1589, grazie agli sforzi diplomatici dello zar Boris Godunov, la metropolia di Mosca ottenne dal patriarca di Costantinopoli l'autocefalia, trasformandosi così nel patriarcato di Mosca. Questa sequenza di eventi diede supporto alla narrazione, incoraggiata anche dai sovrani successivi, che vedeva la Moscovia come legittima erede dell'Impero bizantino, definendola una "Terza Roma" che fondava la sua identità su basi religiose (Mosca come nuovo centro del cristianesimo ortodosso), etnolinguistiche (l'impero come unione di tutti gli slavi orientali) e politiche (lo zar come autocrate assoluto). I sostenitori di questa narrazione non mancarono di rimarcare come la topografia di Mosca, caratterizzata da sette colli, offrisse un parallelo con i sette colli di Roma e i sette colli di Costantinopoli.
Nel 1492 il metropolita di Mosca, Zosimo, nell'introduzione della sua Presentazione del Paschalion, descrisse Ivan III con attributi imperiali, definendolo:
In un panegirico contenuto in una lettera del 1510 indirizzata al Gran Principe di Mosca Basilio III, il monaco russo Filofej di Pskov proclamò:

### Risorgimento e Italia fascista

Il fascio littorio, emblema eponimo del fascismo, era un simbolo di imperium nella Roma antica

Il patriota e rivoluzionario italiano Giuseppe Mazzini, grande ammiratore delle istituzioni e della religione civile dell'antichità romana, promosse nel corso del Risorgimento la sua visione di un'Italia unita come una «Terza Roma», da lui definita «del popolo» in contrapposizione alla «Roma degli imperatori» e alla «Roma dei papi». Dopo l'unificazione italiana e la nascita del Regno d'Italia, il nuovo stato venne talvolta definito come Terza Roma da alcune figure italiane. Dopo la presa di Roma del 1870, l'Urbe fu scelta come nuova capitale, nonostante la sua relativa arretratezza rispetto ad altre città italiane dell'epoca, proprio per il prestigio imperiale che il suo nome portava ancora con sé dopo secoli.
Tra la fine del XIX e l'inizio del XX secolo, diverse figure politiche e culturali si rifecero al pensiero mazziniano (che parlava di una "aspirazione imperiale italiana" e di un'Italia come "nuovo centro del Mediterraneo", da intendersi però in senso spirituale e di diffusione di una nuova civiltà umanistica, non già come un'espansione militare) per spingere l'Italia a dotarsi di un proprio impero coloniale.
La retorica risorgimentale e postunitaria della Terza Roma fu fatta propria (stavolta in chiave esplicitamente imperialista) dal fascismo, movimento nazionalista che si richiamava fortemente al simbolismo della Roma imperiale. Benito Mussolini, nei suoi discorsi, fece ampio uso di riferimenti al passato imperiale romano e in più occasioni definì il proprio regime Terza Roma e Nuovo Impero Romano. "Terza Roma" fu anche il nome del piano mussoliniano di monumentalizzazione ed espansione della città di Roma verso Ostia e il Tirreno, di cui la costruzione del quartiere EUR costituì uno dei primi passi.

### Reinterpretazioni non romane

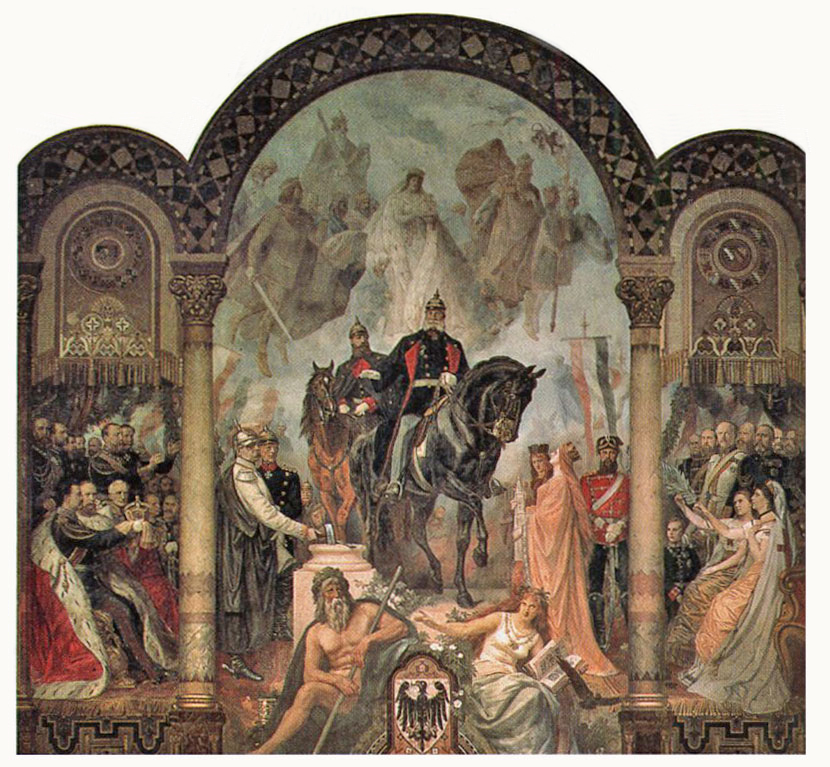
Apoteosi dell'Impero (Hermann Wislicenus, 1880 ca.) nella Kaisersaal del Palazzo imperiale di Goslar, una delle rappresentazioni propagandistiche volte a celebrare la continuità tra Sacro Romano Impero e Impero tedesco. In essa, Federico Barbarossa e altri imperatori del Sacro Romano Impero guardano Guglielmo I e suo figlio Federico dal cielo; accanto a loro, sulla sinistra, il cancelliere Otto von Bismarck, con in mano un martello, e il feldmaresciallo generale e capo di stato maggiore tedesco Helmuth von Moltke, figure fondamentali nel processo di unificazione tedesca; sulla destra, le personificazioni delle appena conquistate Alsazia e Lorena, rappresentate come terre imperiali ancestrali.

Vari regimi politici del XIX e primo XX secolo si sono definiti continuatori dell'Impero, ma non dell'Impero romano dell'antichità, bensì di uno dei suoi successori. Tutti i suddetti regimi reinterpretarono questi successori in chiave nazionalistica, spesso minimizzando o omettendo del tutto il ruolo che la rivendicazione dell'identità romana giocava in questi ultimi.
- Napoleone I di Francia rivendicò per il proprio impero la successione del regno e dell'Impero dei Franchi sia sotto i Merovingi (dimenticando opportunamente il fatto che essi riconoscessero la supremazia di Costantinopoli) che sotto i Carolingi (della cui eredità fu facile appropriarsi dopo aver conquistato il cuore dei loro antichi territori negli attuali Belgio e Germania occidentale). A questo scopo, a partire dalla sua incoronazione come imperatore dei francesi il 2 dicembre 1804, Napoleone fece ampio uso del simbolismo delle api (ispirate a quelle rinvenute nella tomba di Childerico I, riscoperta nel 1653 a Tournai) e di una corona cerimoniale in stile pseudo-carolingio da lui ribattezzata Corona di Carlo Magno. Anche dopo la sua prima sconfitta, Napoleone prese di nuovo in prestito l'iconografia delle api merovingie per creare la bandiera dell'Elba.
- L'Impero austriaco, e dopo di esso la Repubblica austriaca, attinse all'iconografia e al simbolismo del Sacro Romano Impero in seguito al suo scioglimento nel 1806. Ancora oggi, l'aquila imperiale è parte dello stemma del governo federale dell'Austria.
- In Grecia, si sviluppò poco dopo la guerra di indipendenza la cosiddetta Megali Idea ("Grande Idea") con l'obiettivo di ricreare l'Impero bizantino, inteso come uno stato etnico greco con Costantinopoli come capitale. L'idea fu presentata durante i dibattiti tra il primo ministro Ioannis Kolettis e il re Ottone che precedettero la promulgazione della costituzione del 1844. Questa aspirazione nazionalistica guidò le relazioni internazionali e le politiche interne dello stato greco per quasi tutto il primo secolo della sua indipendenza. Sebbene l'espressione Megali Idea in sé nacque nel 1844, il concetto che ne era alla base affondava le proprie radici nella coscienza collettiva greca, rifacendosi alla "Grecia dei due continenti e dei cinque mari" (rispettivamente Europa e Asia e i mari Ionio, Egeo, di Marmara, Nero e Libico). Lo sforzo politico e bellico per realizzare l'Idea dopo la sconfitta dell'Impero ottomano nella prima guerra mondiale si concluse, tuttavia, in un disastro con la guerra greco-turca (1919-1922).
- L'Impero tedesco, nato nel 1871, rivendicava la propria discendenza dal Sacro Romano Impero, reinterpretato come uno stato nazionale (tedesco) piuttosto che universalista - alimentando così il mai risolto dibattito storiografico se esso sia iniziato nell'800 con l'incoronazione di Carlo Magno o (secondo la versione più nazionalista) nel 962 con l'incoronazione del più inequivocabilmente tedesco Ottone I. La narrazione che sottolineava l'esistenza di una continuità tra gli Ottoniani e gli Hohenzollern venne espressa in molteplici contesti e occasioni, come per esempio nel restauro creativo del Palazzo imperiale di Goslar.[47][48] La Germania nazista riprese ulteriormente questa narrazione, definendosi di conseguenza "Terzo Reich" (ossia "Terzo Impero", in tedesco: Drittes Reich) in quanto erede sia del Sacro Romano Impero che dell'Impero tedesco di Bismarck. Il riferimento al Sacro Romano Impero era tuttavia spesso visto come inopportuno, poiché esso mal si confaceva all'ideologia nazista. Nel 1939 una circolare interna, che non avrebbe mai dovuto essere diffusa al pubblico, proibì ogni ulteriore utilizzo dell'espressione "Terzo Reich".[49] L'attuale stemma della Germania, utilizzato dalle istituzioni federali tedesche, si ispira all'aquila nera di origine imperiale.

## Sovranazionalismo e idea imperiale
Nel XX secolo, numerosi filosofi e politici hanno associato la governance multilivello e il multilinguismo dell'Impero romano e delle sue successive incarnazioni con i moderni concetti di federalismo e sovranazionalismo. Il Sacro Romano Impero, in particolare, è stato fonte di ispirazione per i promotori di istituzioni sovranazionali per via del suo sviluppo e della sua costituzione che si presentavano in netto contrasto rispetto alle spinte nazionaliste sottese agli stati nazionali. L'ultima clausola della Bolla d'oro del 1356, per esempio, rendeva il multilinguismo un requisito legale per tutte le figure politiche di spicco dell'impero:

### Società delle Nazioni
Lo storico francese Louis Eisenmann, in un articolo del 1926 intitolato L'Idea Imperiale nella Storia d'Europa, dipingeva la neonata Società delle Nazioni come una moderna espressione di una "idea imperiale" che era stata precedentemente degradata dalle derive nazionaliste dell'Impero tedesco, della Monarchia asburgica e dell'Impero russo. Sosteneva che la definitiva scomparsa dei tre imperi e la conseguente creazione della Società rappresentassero un rinnovamento dell'idea imperiale:
Questa idea non è perciò morta nel grande cataclisma degli imperi. Al contrario, da questa fornace è uscita purificata, estesa e ringiovanita, più definita e più consapevole che mai; ed è questa l'idea che oggi (...) viene realizzata un passo alla volta nella Società delle Nazioni. Il lettore potrebbe essere inclinato a considerare come del tutto arbitrario e avventato questo tentativo di collegare l'Impero con la Società delle Nazioni. (...)
Spogliata delle sue forme periture, l'idea imperiale rimane uno delle forze storiche e morali del nuovo mondo; liberata d'ora in avanti dal suo materialismo, purificata e spiritualizzata, essa è stata ora ripristinata in quella sfera a metà strada fra cielo e terra da cui le ambizioni dei Principi l'avevano rimossa, e in cui il desiderio di speranza delle nazioni libere la sta ricollocando. (...) Perché, in verità, né stiamo facendo violenza alla verità storica né ci stiamo indebitamente piegando all'immaginazione o all'entusiasmo se vediamo nella Società delle Nazioni la legittima erede dell'antico Impero, di quell'Impero che rimase unito nel lungo corso dei secoli della Pax romana.»

### Unione europea

Logo della Corte di giustizia dell'Unione europea

Logo della Corte dei conti europea

Rimandi all'Impero romano hanno accompagnato l'Unione europea sin dalla sua nascita con il piano Schuman del 1950. Anche se il principale ideatore del progetto, Jean Monnet, era un pragmatico lungimirante, molti altri importanti protagonisti, in particolare Konrad Adenauer e Robert Schuman, venivano dalle terre che erano state il cuore del Sacro Romano Impero e consideravano positivamente la sua eredità. In una registrazione conservata presso la Fondazione Jean Monnet per l'Europa, il diplomatico americano John J. McCloy, un testimone chiave e promotore dei primi passi dell'integrazione europea, sottolineò al tempo della discussione del piano Schuman che "Adenauer era una specie di imperatore del Sacro Romano Impero (...) [e] aveva una sincera convinzione nell'idea di un'unità dell'Europa occidentale. (...) Vedeva il Sacro Romano Impero come una delle grandi epoche della storia".
Alcuni anni dopo, il Trattato che istituisce la Comunità economica europea fu firmato il 25 marzo 1957 presso il Palazzo dei Conservatori in Campidoglio, a Roma, un luogo pregno di simbolicità legata all'Impero romano.
Il latino, l'antica lingua dell'Impero romano, viene utilizzata da diverse istituzioni dell'UE nei loro loghi e nomi di dominio, sia in qualità di lingua franca sia per evitare di dover elencare i propri nomi in tutte le lingue ufficiali dell'Unione europea. Per esempio, la Corte di giustizia dell'Unione europea utilizza il nome Curia nel proprio logo e nel proprio sito web; la Corte dei conti europea utilizza il nome Curia Rationum; il Consiglio dell'Unione europea utilizza il nome Consilium. Nel 2006, nei sei mesi di presidenza del Consiglio dell'Unione europea della Finlandia, è stato creato un sito web in lingua latina per riferire sugli sviluppi delle sue politiche.
Le sedi istituzionali dell'Unione europea si trovano tutte in luoghi associati alla storia del Sacro Romano Impero. Bruxelles era considerata da Carlo V "il centro del suo impero". Strasburgo era una delle principali città libere dell'impero, così come Francoforte, il cui duomo imperiale (Kaiserdom) fu anche luogo di incoronazione degli imperatori a partire dal 1562. Il Lussemburgo fu il luogo di origine dell'omonima dinastia che fornì diversi imperatori tra il XIV e il XV secolo. Il più importante riconoscimento per meriti particolari in favore dell'Unione europea è noto come Premio Carlo Magno. Il parallelismo tra l'Unione europea e il Sacro Romano Impero, che sia fatto sotto una luce negativa o positiva, è uno dei maggiori luoghi comuni nel discorso politico.

#### Critiche
L'UE è stata vista anche come reincarnazione di un Impero romano straniero e ingerente in alcuni paesi europei, specialmente nel Regno Unito. Il processo che tra il 2016 e il 2020 ha portato all'uscita del Regno Unito dall'Unione europea, meglio nota come Brexit, è stato paragonato da alcuni alla rivolta di Boudicca o alla fine del domino romano sulla Britannia.
Un'altra visione critica che equipara l'Unione europea a un novello Impero romano è sorta con molta frequenza in alcuni circoli cristiani fondamentalisti, principalmente negli Stati Uniti. Secondo questa visione, la nascita dell'UE (così come di altre organizzazioni sovranazionali come l'ONU e la Banca Mondiale), interpretata come un tentativo di ristabilire l'Impero romano, è un segnale dell'imminenza della fine dei tempi, del rapimento della Chiesa o della seconda venuta di Cristo. In alcuni casi, l'Unione europea viene definita come "Quarto Reich", appellativo che ne vuole enfatizzare maggiormente la natura malefica. Questo genere di critiche, tuttavia, viene spesso considerato come espressione solo di alcune frange marginali, nonostante il grande seguito di cui abbia goduto per diversi decenni tra gli evangelici americani.